# مانيتوبا
مقاطعة مانيتوبا هي إحدى مقاطعات كندا في المركز الطولي للبلاد.وهي خامس مقاطعة في كندا من حيث عدد السكان، ويبلغ عدد سكانها 1,278,365 اعتبارًا من عام 2016. أقصى شرق مقاطعات البراري الثلاث، تغطي مانيتوبا 649,950 كيلومتر مربع (250,900 ميل2) من المناظر الطبيعية المتنوعة على نطاق واسع، من التندرا في القطب الشمالي وساحل خليج هدسون في الشمال إلى الغابات الشمالية الكثيفة وبحيرات المياه العذبة الكبيرة والمروج العشبية في المناطق الوسطى والجنوبية.
سكن السكان الأصليون ما يعرف الآن بمانيتوبا منذ آلاف السنين. في أوائل القرن السابع عشر، بدأ تجار الفراء البريطانيون والفرنسيون بالوصول إلى المنطقة وإقامة المستوطنات. أمنت مملكة إنجلترا سيطرتها على المنطقة في عام 1673 وأنشأت منطقة تسمى أرض روبرت، والتي تم وضعها تحت إدارة شركة خليج هدسون. نمت أرض روبرت، التي تضمنت كل مانيتوبا الحالية، وتطورت من عام 1673 حتى عام 1869 مع مستوطنات مهمة من السكان الأصليين والميتيس في مستعمرة النهر الأحمر. في عام 1869، بدأت المفاوضات مع حكومة كندا لإنشاء مقاطعة مانيتوبا. خلال المفاوضات، أدت عدة عوامل إلى انتفاضة مسلحة لشعب الميتيس ضد حكومة كندا، وهو نزاع عُرف باسم تمرد النهر الأحمر. أدى حل النزاع والمزيد من المفاوضات إلى أن تصبح مانيتوبا المقاطعة الخامسة التي تنضم إلى الاتحاد الكندي، عندما أقر البرلمان الكندي قانون مانيتوبا في 15 يوليو 1870.
عاصمة مانيتوبا وأكبر مدنها هي مدينة وينيبيغ، وهي سابع أكبر بلدية من حيث عدد السكان في كندا. وينيبيغ هي مقر الحكومة، موطن الجمعية التشريعية في مانيتوبا والمحكمة الإقليمية. تقع أربع من جامعات المقاطعة الخمس، وجميع فرقها الرياضية المحترفة الأربعة، ومعظم أنشطتها الثقافية (بما في ذلك مهرجان دو فوياجور وفولكلوراما) في وينيبيغ. يوجد بالمدينة محطات قطار وحافلات ومطار دولي. تعمل قاعدة القوات الكندية CFB وينيبيغ من المطار وهي المقر الإقليمي لقيادة الدفاع الجوي في أمريكا الشمالية.

## اصل التسمية
اسم مانيتوبا ربما يستمد إما من كري MANITOU-wapow أو أجيبو manidoobaa، سواء معنى «مضيق مانيتو، والروح العظيم». بدلاً من ذلك، قد يكون من لغة أسينيبوين "minnetoba"، بمعنى «بحيرة البراري»  (كانت البحيرة معروفة للمستكشفين الفرنسيين باسم Lac des Prairies). تم اختيار الاسم من قبل توماس سبنس للجمهورية الجديدة التي اقترحها للمنطقة الواقعة جنوب البحيرة. فضل زعيم ميتي لويس رئيل الاسم على البديل المقترح لـ "Assiniboia". تم قبوله في أوتاوا بموجب قانون مانيتوبا لعام 1870.

## التاريخ

### مجتمعات السكان الأصليين والاستيطان الأوروبي
كانت مانيتوبا اليوم مأهولة من قبل شعوب الأمم الأولى بعد فترة وجيزة من انحسار آخر الأنهار الجليدية للعصر الجليدي في الجنوب الغربي منذ حوالي 10000 عام؛ كانت أول أرض مكشوفة هي منطقة جبل السلاحف. أسست شعوب أوجيبوي وكري وديني وسيوكس وماندان وأسينيبوين مستوطنات، ودخلت القبائل الأخرى المنطقة للتجارة. في شمال مانيتوبا، تم استخراج الكوارتز لعمل رؤوس سهام. كانت الزراعة الأولى في مانيتوبا على طول النهر الأحمر، حيث زرعت الذرة ومحاصيل البذور الأخرى قبل الاتصال بالأوروبيين.
في عام 1611، كان هنري هدسون من أوائل الأوروبيين الذين أبحروا إلى ما يعرف الآن باسم خليج هدسون، حيث تخلى عنه طاقمه. سافر توماس باتون في هذه المنطقة عام 1612 في محاولة فاشلة للعثور على هدسون وإنقاذه. عندما أبحرت السفينة البريطانية نونسوتش في خليج هدسون في 1668-1669، أصبحت أول سفينة تجارية تصل المنطقة. أدت تلك الرحلة إلى تشكيل شركة خليج هدسون، والتي منحتها الحكومة البريطانية السيطرة المطلقة على مستجمعات المياه في خليج هدسون بالكامل. تم تسمية مستجمعات المياه هذه بأرض روبرت، على اسم الأمير روبرت، الذي ساعد في دعم شركة خليج هدسون. تأسس مصنع يورك في عام 1684 بعد تدمير الحصن الأصلي لشركة خليج هدسون، فورت نيلسون (تم بناؤه عام 1682) من قبل التجار الفرنسيين المتنافسين.
زار بيير غوتييه دي فارين، السيد دي لا فيريندري، وادي النهر الأحمر في ثلاثينيات القرن التاسع عشر للمساعدة في فتح المنطقة للاستكشاف والتجارة الفرنسية. عندما دخل المستكشفون الفرنسيون المنطقة، بدأت شركة نورث ويست، التي تتخذ من مونتريال مقراً لها، بالتجارة مع السكان الأصليين المحليين. قامت كل من شركة North West وشركة Hudson's Bay ببناء حصون لتجارة الفراء؛ تنافست الشركتان في جنوب مانيتوبا، مما أدى في بعض الأحيان إلى أعمال عنف، حتى اندمجا في عام 1821 (تحافظ أرشيف شركة خليج هدسون في وينيبيغ على تاريخ هذه الحقبة).
قامت بريطانيا العظمى بتأمين الإقليم في عام 1763 بعد انتصارها على فرنسا في مسرح أمريكا الشمالية في حرب السنوات السبع، والمعروفة باسم الحرب الفرنسية والهندية في أمريكا الشمالية؛ استمرت من 1754 إلى 1763. أدى تأسيس أول مجتمع زراعي ومستوطنات في عام 1812 من قبل اللورد سيلكيرك، شمال المنطقة التي تقع الآن وسط مدينة وينيبيغ، إلى صراع بين المستعمرين البريطانيين والميتيس. قُتل عشرين مستعمرًا، بمن فيهم الحاكم، وميتيس واحد في معركة سفن أوكس عام 1816.

### الاتحاد
تنازلت شركة Hudson's Bay عن أرض روبرت إلى كندا في عام 1869 وتم دمجها في الأقاليم الشمالية الغربية. أدى عدم الاهتمام بمخاوف Métis إلى قيام زعيم Métis لويس رييل بإنشاء حكومة مؤقتة محلية تشكلت في اتفاقية الأربعين والجمعية التشريعية المنتخبة اللاحقة في Assiniboia في 9 مارس 1870. أرسلت هذه الجمعية بعد ذلك ثلاثة مندوبين إلى أوتاوا للتفاوض مع الحكومة الكندية. أدى ذلك إلى قانون مانيتوبا ودخول تلك المقاطعة إلى الاتحاد الكندي. قدم رئيس الوزراء جون.ماكدونالد قانون مانيتوبا في مجلس العموم الكندي، وحصل القانون على الموافقة الملكية وتم إحضار مانيتوبا إلى كندا كمقاطعة في عام 1870. طارد ضابط الجيش البريطاني جارنت ولسيلي لويس رئيل بسبب التمرد، وهرب رييل إلى المنفى. منعت الحكومة الكندية محاولات Métis للحصول على الأرض الموعودة لهم كجزء من دخول مانيتوبا إلى الاتحاد الكونفدرالي. في مواجهة العنصرية من الطوفان الجديد للمستوطنين البيض من أونتاريو، انتقل عدد كبير من Métis إلى ما سيصبح ساسكاتشوان وألبرتا.
تم توقيع المعاهدات المرقمة في أواخر القرن التاسع عشر مع رؤساء الأمم الأولى التي عاشت في المنطقة. لقد قدموا وعودًا محددة بالأرض لكل أسرة. نتيجة لذلك، تم إنشاء نظام احتياطي تحت سلطة الحكومة الاتحادية. لم يتم دائمًا إعطاء المساحة المحددة من الأرض الموعودة للشعوب الأصلية؛ وقد أدى ذلك إلى قيام مجموعات السكان الأصليين بتأكيد حقوقهم في الأرض من خلال مطالبات بالأراضي، والتي لا يزال العديد منها قيد التنفيذ.
كانت مقاطعة مانيتوبا الأصلية مربعًا واحدًا على ثمانية عشر من حجمها الحالي، وكانت تُعرف بالعامية باسم «مقاطعة طابع البريد». تم توسيع حدودها في عام 1881، وأخذت الأرض من الأقاليم الشمالية الغربية ومقاطعة كايواتين، لكن أونتاريو طالبت بجزء كبير من الأرض؛ تم منح الجزء المتنازع عليه إلى أونتاريو في عام 1889. نمت مانيتوبا إلى حجمها الحالي في عام 1912، ممتصةً الأرض من الأقاليم الشمالية الغربية لتصل إلى 60 درجة شمالاً، متماثلة مع الامتداد الشمالي لجيرانها الغربيين ساسكاتشوان وألبرتا وكولومبيا البريطانية.
أظهر سؤال مدارس مانيتوبا التباين العميق في القيم الثقافية في الإقليم. تم ضمان نظام مدرسي منفصل مدعوم من الدولة للكاثوليك الفرانكو-مانيتوبا في الدستور الأصلي لمانيتوبا، لكن الحركة السياسية الشعبية بين البروتستانت الإنجليز من 1888 إلى 1890 طالبت بإنهاء المدارس الفرنسية. في عام 1890، أقر المجلس التشريعي في مانيتوبا قانونًا يلغي التمويل للمدارس الفرنسية الكاثوليكية. طلبت الأقلية الفرنسية الكاثوليكية دعمها من الحكومة الفيدرالية؛ ومع ذلك، حشدت المنظمة البرتقالية وغيرها من القوى المناهضة للكاثوليكية في جميع أنحاء البلاد لمعارضتها. اقترح المحافظون الفيدراليون تشريعات علاجية لتجاوز مانيتوبا، لكن تم منعهم من قبل الليبراليين، بقيادة ويلفريد لورييه. بمجرد انتخابه رئيسًا للوزراء في عام 1896، نفذ لورييه حلاً وسطًا ينص على أنه يمكن للكاثوليك في مانيتوبا الحصول على تعليمهم الديني لمدة 30 دقيقة في نهاية اليوم إذا كان هناك عدد كافٍ من الطلاب لضمان ذلك، ويتم تنفيذه على أساس كل مدرسة على حدة.

التطور الإقليمي لكندا،1867 حتى الوقت الحاضر

### الحقبة المعاصرة

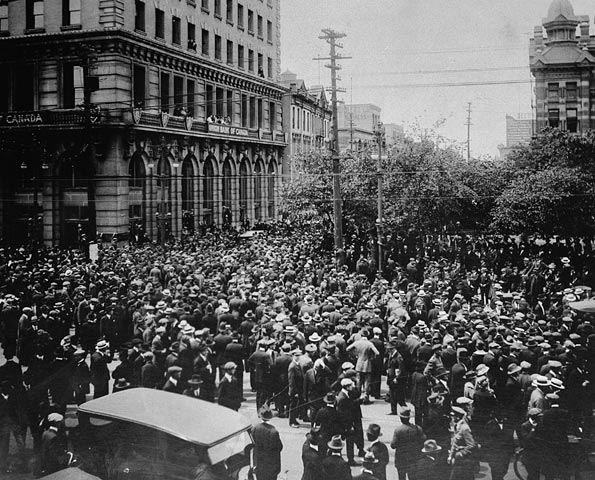
حشود تتجمع خارج قاعة المدينة القديمة أثناء الإضراب العام في وينيبيغ، 21 يونيو 1919

بحلول عام 1911، كانت وينيبيغ ثالث أكبر مدينة في كندا، وظلت كذلك حتى تجاوزتها فانكوفر في عشرينيات القرن الماضي. مدينة مزدهرة، نمت بسرعة في بداية القرن العشرين، حيث ساهم المستثمرون والمهاجرون الخارجيون في نجاحها. كان الانخفاض في النمو في النصف الثاني من العقد نتيجة لافتتاح قناة بنما في عام 1914، مما قلل الاعتماد على السكك الحديدية العابرة للقارات للتجارة، فضلاً عن انخفاض الهجرة بسبب اندلاع الحرب العالمية الأولى. تم تجنيد أكثر من 18000 من سكان مانيتوبا في السنة الأولى من الحرب؛ بحلول نهاية الحرب، تلقى 14 مانيتوبا صليب فيكتوريا.
خلال الحرب العالمية الأولى، بدأت نيلي مكلونج حملة تصويت النساء. في 28 يناير 1916، تم تقنين تصويت النساء. كانت مانيتوبا أول مقاطعة تسمح للمرأة بالتصويت في انتخابات المقاطعات. كان هذا قبل عامين من منح كندا للمرأة حق التصويت.
بعد انتهاء الحرب العالمية الأولى، أدى السخط الشديد بين المزارعين (حول أسعار القمح) وأعضاء النقابات (حول معدلات الأجور) إلى تصاعد التطرف، إلى جانب الاستقطاب حول صعود البلشفية في روسيا. كانت النتيجة الأكثر دراماتيكية هي إضراب وينيبيغ العام عام 1919. بدأت في 15 مايو وانهارت في 25 يونيو 1919 ؛ مع عودة العمال تدريجياً إلى وظائفهم، قررت لجنة الإضراب المركزية إنهاء الحركة. أدت جهود الحكومة لسحق الإضراب بالعنف، بما في ذلك توجيه اتهام لشرطة الخيالة الملكية الشمالية الغربية إلى حشد من المتظاهرين، مما أدى إلى وقوع عدة إصابات ووفاة شخص واحد، إلى اعتقال قادة الحركة. في أعقاب ذلك، تمت محاكمة ثمانية قادة، وأدين معظمهم بتهمة التآمر التحريضي والجمع غير القانوني والتشهير. تم ترحيل أربعة منهم بموجب قانون الهجرة الكندي.
ضرب الكساد الكبير (1929 - 1939) بشكل خاص في غرب كندا، بما في ذلك مانيتوبا. أدى انهيار السوق العالمية إلى جانب الانخفاض الحاد في الإنتاج الزراعي بسبب الجفاف إلى التنويع الاقتصادي، والابتعاد عن الاعتماد على إنتاج القمح. تأسس اتحاد الكومنولث التعاوني في مانيتوبا، الذي كان رائدًا للحزب الديمقراطي الجديد لمانيتوبا (NDP)، في عام 1932.
دخلت كندا الحرب العالمية الثانية عام 1939. كانت Winnipeg واحدة من الأوامر الرئيسية لخطة الكومنولث البريطانية للتدريب الجوي لتدريب الطيارين المقاتلين، وكانت هناك مدارس تدريب جوية في جميع أنحاء مانيتوبا. تم نشر العديد من الأفواج المتمركزة في مانيتوبا في الخارج، بما في ذلك المشاة الخفيفة الكندية للأميرة باتريشيا. في محاولة لجمع الأموال من أجل المجهود الحربي، نظمت حملة قرض الانتصار "If Day " في عام 1942. وتضمن الحدث محاكاة النازية غزو واحتلال مانيتوبا، ورفعت في نهاية المطاف على مليون65C$.

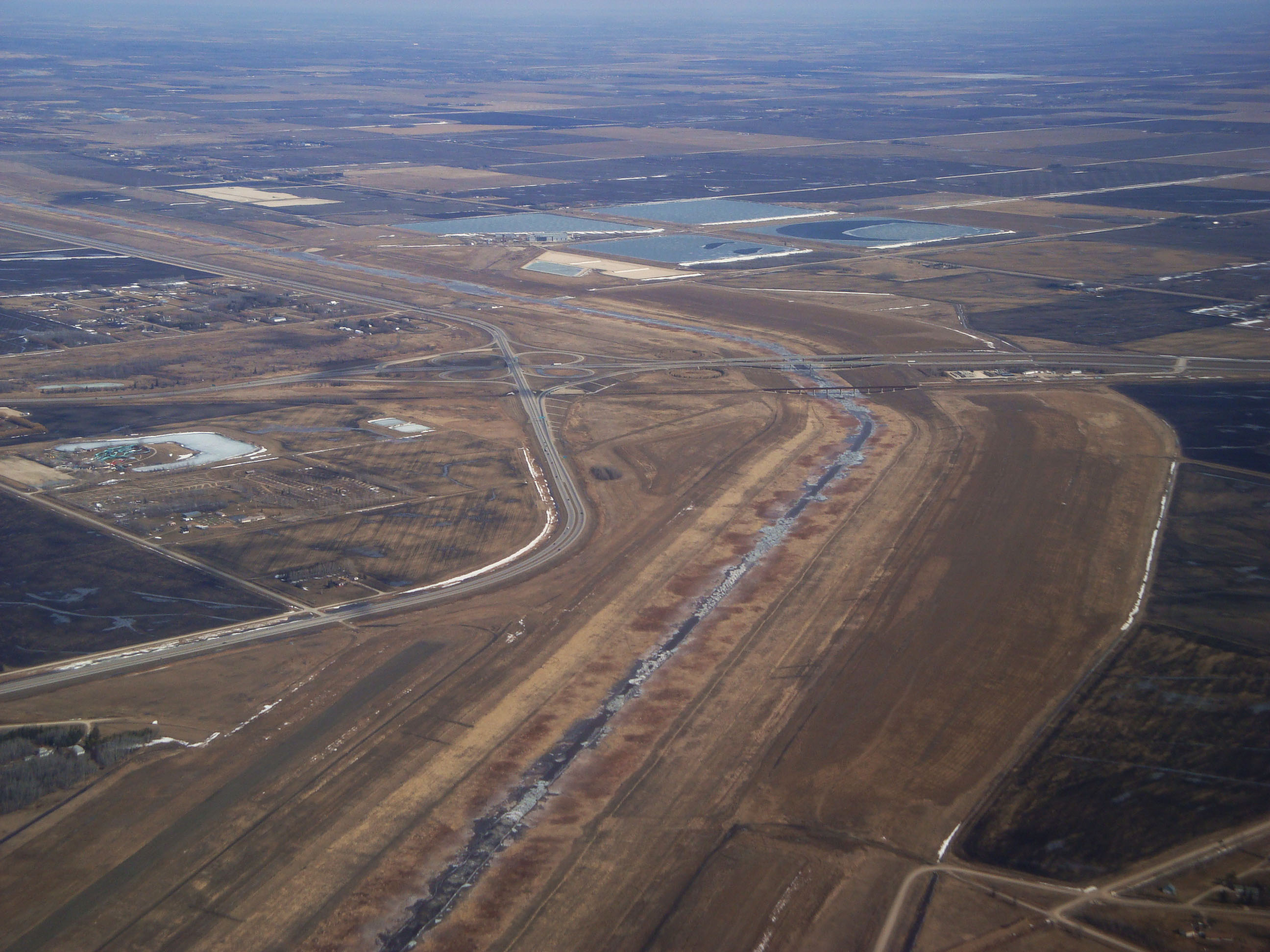
منظر جوي لممر فيضان النهر الأحمر

غُمرت مدينة وينيبيغ خلال فيضان النهر الأحمر عام 1950 وكان لا بد من إخلائها جزئيًا. في ذلك العام، وصل النهر الأحمر إلى أعلى مستوى له منذ عام 1861 وأغرق معظم وادي النهر الأحمر. دفعت الأضرار التي سببها الفيضان، رئيس الوزراء آنذاك داف روبلين، إلى الدعوة لبناء ممر فيضان النهر الأحمر؛ تم الانتهاء منه عام 1968 بعد ست سنوات من التنقيب. أقيمت سدود دائمة في ثماني مدن جنوب وينيبيغ، وتم بناء سدود من الطين وسدود التحويل في منطقة وينيبيغ. في عام 1997، تسبب "فيضان القرن " في أضرار تزيد عن 400 مليون دولار كندي في مانيتوبا، لكن مجرى الفيضان منع وينيبيغ من الفيضانات.
في عام 1990، حاول رئيس الوزراء براين مولروني تمرير اتفاقية بحيرة ميتش، وهي سلسلة من التعديلات الدستورية لإقناع كيبيك بالمصادقة على قانون كندا لعام 1982. كان هناك حاجة إلى دعم بالإجماع في الهيئة التشريعية لتجاوز التشاور العام. عارض إيليا هاربر السياسي من منظمة كري لأنه لم يعتقد أن الأمم الأولى قد شاركت بشكل كاف في عملية الاتفاق، وبالتالي فشل الاتفاق.
غلين موراي، الذي انتخب في وينيبيغ في عام 1998، أصبح أول رئيس بلدية مثلي الجنس بشكل علني لمدينة كبيرة في أمريكا الشمالية. تأثرت المقاطعة بفيضانات كبيرة في عامي 2009 و2011. في عام 2013، كانت مانيتوبا هي المقاطعة الثانية التي تسن قانونًا لتشريع إمكانية الوصول لحماية حقوق الأشخاص ذوي الإعاقة.

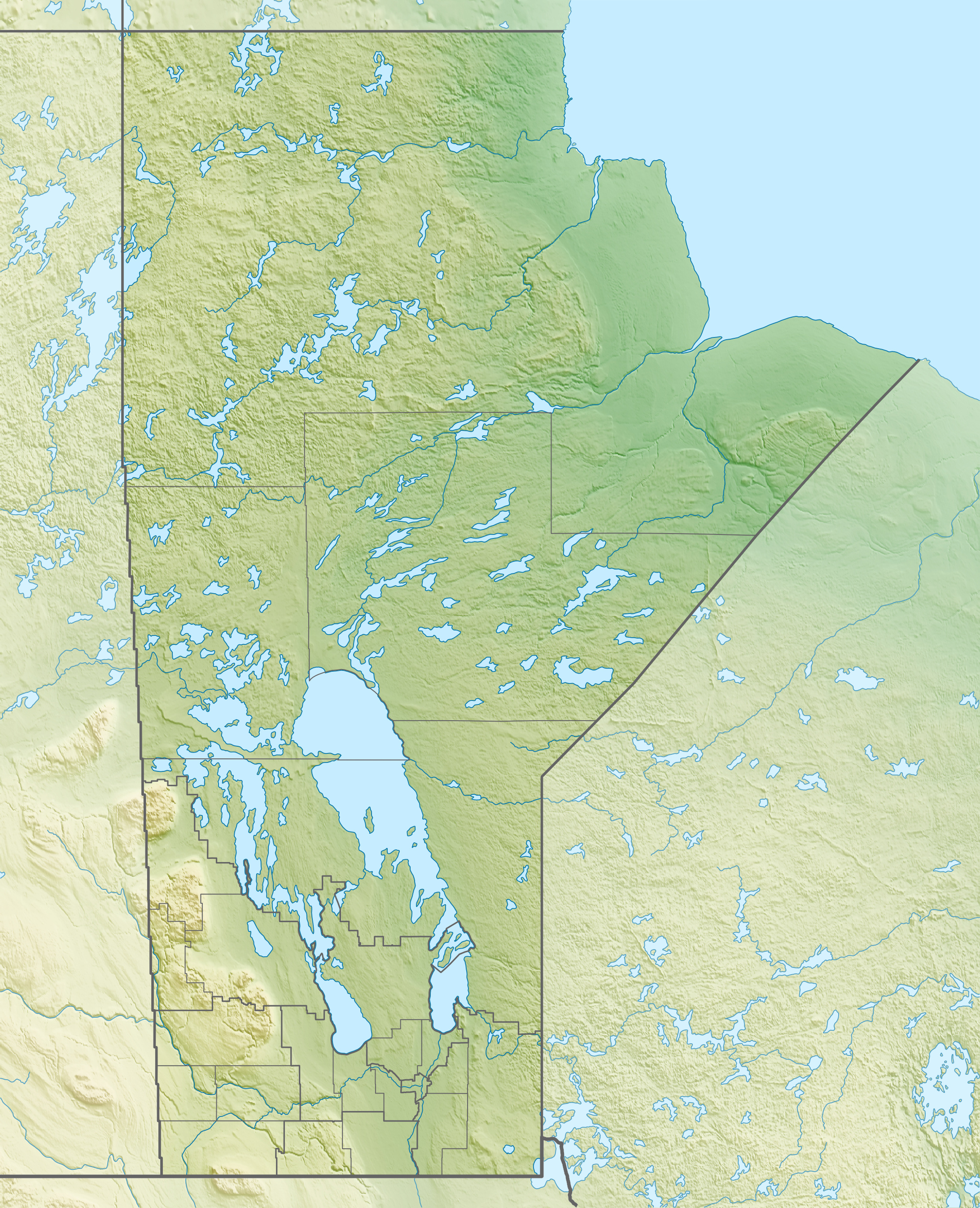
خريطة إغاثة مانيتوبا

## الجغرافيا
تحد مانيتوبا مقاطعات أونتاريو من الشرق وساسكاتشوان من الغرب، وإقليم نونافوت من الشمال، وولايتي داكوتا الشمالية ومينيسوتا الأمريكية من الجنوب. تقع مانيتوبا في وسط حوض تصريف خليج هدسون، مع تصريف كمية كبيرة من المياه في بحيرة وينيبيغ ثم شمالًا أسفل نهر نيلسون إلى خليج هدسون. تصل أنهار هذا الحوض إلى أقصى الغرب إلى الجبال، وأبعد جنوبًا في الولايات المتحدة، وشرقًا إلى أونتاريو. الرائد المجاري المائية تشمل الأحمر، أسينيبوين، نيلسون، وينيبيغ، هايز، نهر وايت شيل وأنهار تشرشل. تطورت معظم مناطق الجنوب المأهولة في مانيتوبا في قاع ما قبل التاريخ لبحيرة آغاسيز الجليدية. هذه المنطقة، ولا سيما وادي النهر الأحمر، منبسطة وخصبة. ترك انحسار الأنهار الجليدية مناطق جبلية وصخرية في جميع أنحاء المقاطعة.
تمتلك المقاطعة ساحلًا من المياه المالحة على حدود خليج هدسون وأكثر من 110.000 بحيرة، تغطي ما يقرب من 15.6 بالمائة أو 101,593 كيلومتر مربع (39,225 ميل2) من مساحتها السطحية. بحيرات مانيتوبا الرئيسية هي بحيرة مانيتوبا وبحيرة وينيبيغوسيس وبحيرة وينيبيغ، وهي عاشر أكبر بحيرة للمياه العذبة في العالم. ما مجموعه 29,000 كيلومتر مربع (11,000 ميل2) من أراضي الأمم الأولى التقليدية والغابات الشمالية على الجانب الشرقي لبحيرة وينيبيغ تم تحديدها رسميًا كموقع تراث عالمي لليونسكو يُعرف باسم بيم ماتش شو وين آكي في عام 2018.
جبل بالدي هو أعلى نقطة في المقاطعة حيث 832 متر (2,730 قدم) فوق مستوى سطح البحر، وساحل خليج هدسون هو الأدنى عند مستوى سطح البحر. ركوب الخيل، وتلال بيمبينا، وغابة سانديلاندز الإقليمية، والدرع الكندي هي أيضًا مناطق مرتفعة. الكثير من المقاطعة قليلة السكان شمال وشرق الاستلقاء على الجرانيت عدم انتظام الدرع الكندي، بما في ذلك متنزه مقاطعة وايتشل، موقع آكي بيما كون، والحدائق الإقليمية في منتزه مقاطعة نوبيمينج.
توجد الزراعة المكثفة فقط في المناطق الجنوبية من المقاطعة، على الرغم من وجود زراعة الحبوب في منطقة وادي كاروت (بالقرب من باس). يقع حوالي 11 في المائة من الأراضي الزراعية في كندا في مانيتوبا.

### المناخ

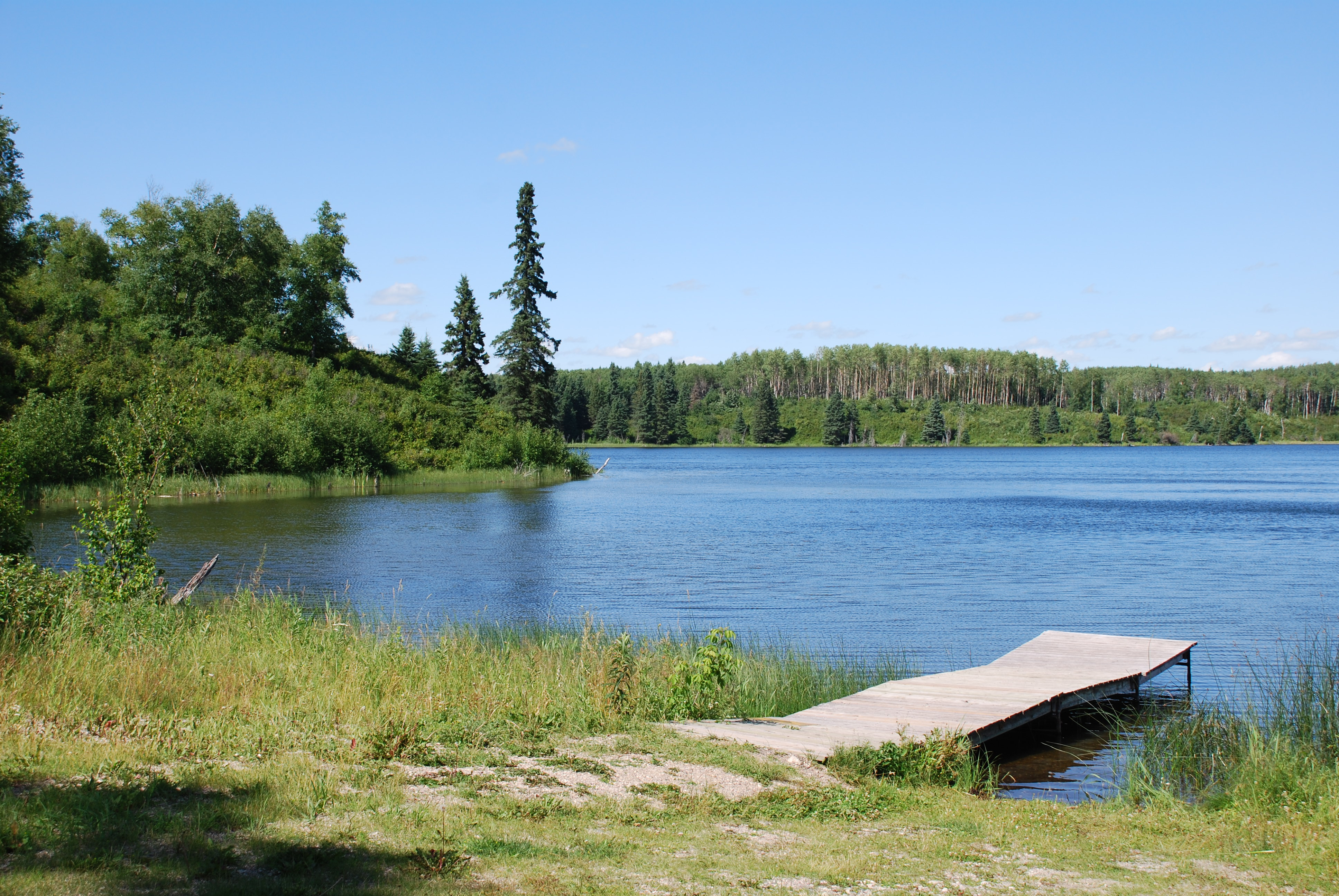
ديب ليك في حديقة رايدنج ماونتن الوطنية

تتمتع مانيتوبا بمناخ قاري متطرف. تنخفض درجات الحرارة وهطول الأمطار بشكل عام من الجنوب إلى الشمال وتزداد من الشرق إلى الغرب. مانيتوبا بعيدة كل البعد عن التأثيرات المعتدلة لسلاسل الجبال أو المسطحات المائية الكبيرة. بسبب المناظر الطبيعية المسطحة بشكل عام، فإنها تتعرض للكتل الهوائية الباردة في القطب الشمالي عالية الضغط من الشمال الغربي خلال شهري يناير وفبراير. في الصيف، تخرج الكتل الهوائية أحيانًا من جنوب الولايات المتحدة، حيث يتم سحب الهواء الرطب الدافئ شمالًا من خليج المكسيك. تتجاوز درجات الحرارة 30 °م (86 °ف) عدة مرات كل صيف، ويمكن أن يؤدي الجمع بين الحرارة والرطوبة إلى رفع قيمة الرطوبة إلى منتصف الأربعينيات. سجلت كارمان، مانيتوبا، ثاني أعلى نسبة رطوبة على الإطلاق في كندا في عام 2007، حيث بلغت 53.0. وفقًا لوزارة البيئة الكندية، احتلت مانيتوبا المرتبة الأولى من حيث سماء صافية على مدار العام والمرتبة الثانية لأوضح السماء في الصيف وللمقاطعة الأكثر إشراقًا في الشتاء والربيع.
تقع جنوب مانيتوبا (بما في ذلك مدينة وينيبيغ) في المنطقة المناخية القارية الرطبة (كوبن). هذه المنطقة باردة وعاصفة في الشتاء وغالبًا ما يكون بها عواصف ثلجية بسبب المناظر الطبيعية المفتوحة. الصيف دافئ وطول معتدل. هذه المنطقة هي أكثر المناطق رطوبة في مقاطعات البراري، مع هطول معتدل لهطول الأمطار. جنوب غرب مانيتوبا، على الرغم من أنه يقع تحت نفس التصنيف المناخي لبقية جنوب مانيتوبا، فهو أقرب إلى المناطق الداخلية شبه القاحلة لمثلث باليزر. المنطقة أكثر جفافا وأكثر عرضة للجفاف من أجزاء أخرى من جنوب مانيتوبا. هذه المنطقة باردة وعاصفة في الشتاء وتكثر فيها العواصف الثلجية بسبب انفتاح المناظر الطبيعية في البراري الكندية. الصيف بشكل عام دافئ إلى حار، مع رطوبة منخفضة إلى معتدلة.
الأجزاء الجنوبية من المقاطعة، شمال زقاق تورنادو، تشهد الأعاصير، مع 16 هبوطًا مؤكدًا في عام 2016. في عام 2007، في 22 و23 يونيو، هبطت العديد من الأعاصير، أكبرها إعصار F5 الذي دمر أجزاء من إيلي (أقوى إعصار مسجل في كندا).

أنواع مناخ كوبن مانيتوبا

تقع الأقسام الشمالية للمقاطعة (بما في ذلك مدينة طومسون) في المنطقة المناخية شبه القطبية (تصنيف كوبن للمناخ). تتميز هذه المنطقة بشتاء طويل وشديد البرودة وصيف قصير ودافئ مع قلة هطول الأمطار. درجات الحرارة بين عشية وضحاها منخفضة تصل إلى −40 °م (−40 °ف) تحدث في عدة أيام كل شتاء.
| المدينة            | المنطقة       | يوليو الحد الأقصى اليومي | كانون الثاني (يناير) اليومي كحد أقصى | هطول الأمطار السنوي |
| ------------------ | ------------- | ------------------------ | ------------------------------------ | ------------------- |
| موردن              | وادي بيمبينا  | 26 °م (79 °ف)            | −10 °م (14 °ف)                       | 541 مـم (21 بوصة)   |
| وينيبيغ            | وينيبيغ       | 26 °م (79 °ف)            | −11 °م (12 °ف)                       | 521 مـم (21 بوصة)   |
| بيرسون             | منطقة ويستمان | 27 °م (81 °ف)            | −9 °م (16 °ف)                        | 457 مـم (18 بوصة)   |
| دوفين              | باركلاند      | 25 °م (77 °ف)            | −10 °م (14 °ف)                       | 482 مـم (19 بوصة)   |
| شتاينباخ           | ايستمان       | 25 °م (77 °ف)            | −11 °م (12 °ف)                       | 581 مـم (23 بوصة)   |
| Portage la Prairie | السهول الوسطى | 26 °م (79 °ف)            | −9 °م (16 °ف)                        | 532 مـم (21 بوصة)   |
| براندون            | ويستمان       | 25 °م (77 °ف)            | −11 °م (12 °ف)                       | 474 مـم (19 بوصة)   |
| باس                | ويستمان       | 24 °م (75 °ف)            | −14 °م (7 °ف)                        | 450 مـم (18 بوصة)   |
| طومسون             | ويستمان       | 23 °م (73 °ف)            | −18 °م (0 °ف)                        | 474 مـم (19 بوصة)   |
| تشرشل              | ويستمان       | 18 °م (64 °ف)            | −22 °م (−8 °ف)                       | 453 مـم (18 بوصة)   |

### النباتات والحيوانات

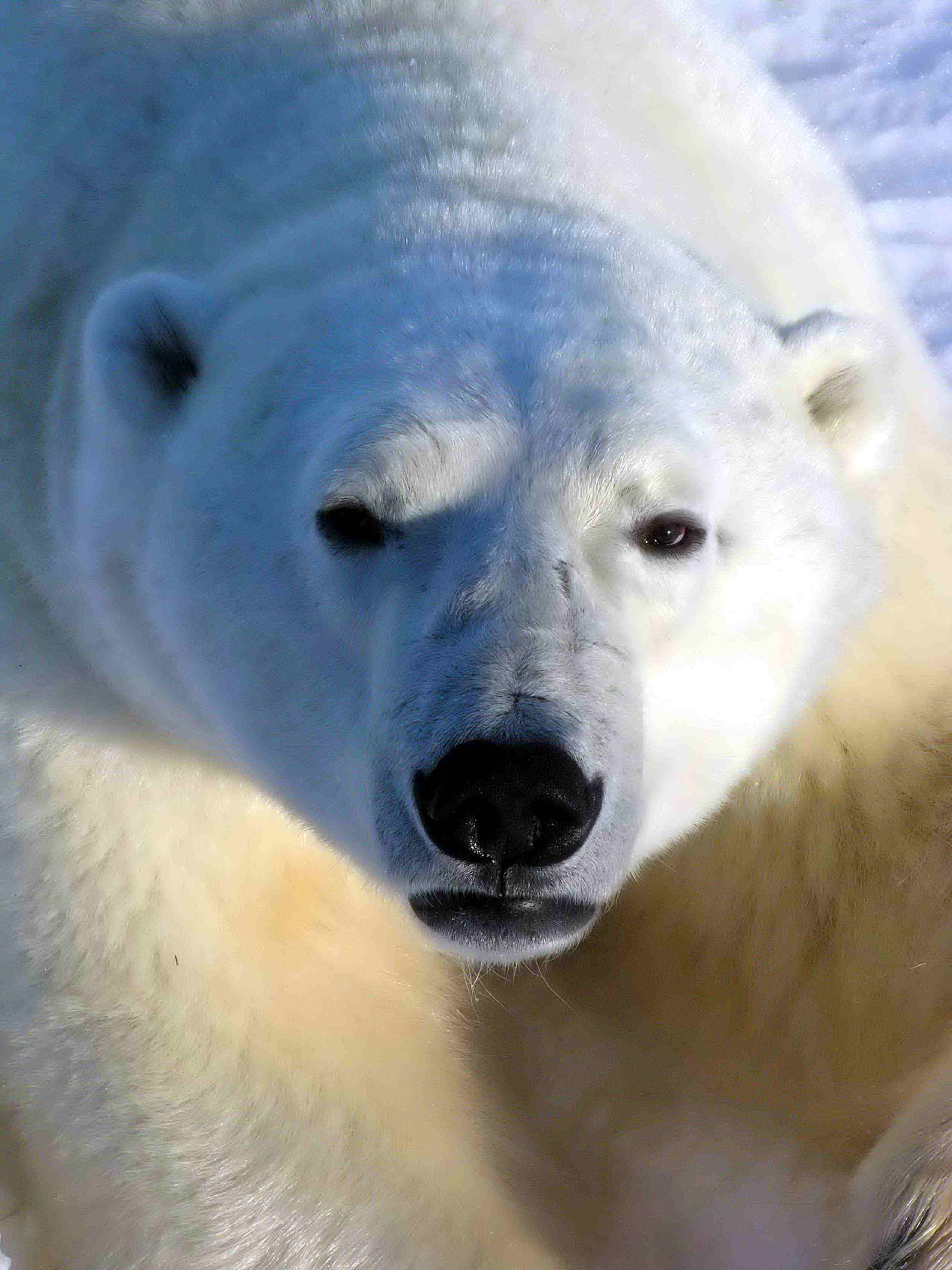
تنتشر الدببة القطبية في شمال مانيتوبا.

يمكن تجميع مجتمعات مانيتوبا الطبيعية في خمس مناطق بيئية: السهول الشمالية، والبراري، ودرع التايغا ‏، والدرع الشمالي، وسهول هدسون. ثلاثة من هذه درع التايغا والدرع الشمالي وسهل هدسون تحتوي على جزء من الغابة الشمالية لكندا التي تغطي المقاطعات الشرقية والجنوبية الشرقية والشمالية.
تشكل الغابات حوالي 263,000 كيلومتر مربع (102,000 ميل2)، أو48 في المائة من مساحة أراضي المقاطعة. تتكون الغابات من أشجار الصنوبر (جاك باين، الصنوبر الأحمر، الصنوبر الأبيض الشرقي)، التنوب (التنوب الأبيض، التنوب الأسود)، البلسم التنوب، تاماراك (الصنوبر)، الحور (أسبن، بلسم الحور)، البتولا (البتولا الأبيض، مستنقع البتولا) وجيوب صغيرة من الأرز الأبيض الشرقي.
لا تهيمن الغابات على قسمين من المقاطعة. الركن الشمالي الشرقي للمقاطعة المتاخم لخليج هدسون فوق خط الأشجار ويعتبر التندرا. سيطر البراري طويل القامة على الأجزاء الجنوبية الوسطى والجنوبية الشرقية بما في ذلك وادي النهر الأحمر. تم العثور على مرج العشب المختلط في المنطقة الجنوبية الغربية. حلت الزراعة محل الكثير من البراري الطبيعية ولكن لا يزال من الممكن العثور على البراري في المتنزهات والمناطق المحمية؛ وبعضها يتميز بوجود نبات الأوركيد الغربي المهدد بالانقراض.
تشتهر مانيتوبا بشكل خاص بتعداد الدب القطبي الشمالي؛ يشار إلى تشرشل عادة باسم «عاصمة الدب القطبي». الحيوانات الكبيرة الأخرى، بما في ذلك الموظ، والغزلان أبيض الذيل، والدببة السوداء، والكوجر، والوشق، والذئاب، شائعة في جميع أنحاء المقاطعة، وخاصة في المتنزهات الإقليمية والوطنية. توجد أعداد كبيرة من ثعابين الرباط ذات الجوانب الحمراء بالقرب من نارسيس. الأوكار هناك موطن لأكبر تجمع للثعابين في العالم.
تم تعزيز تنوع الطيور في مانيتوبا من خلال موقعها على طريقين رئيسيين للهجرة، حيث تم تأكيد 392 نوعًا محددًا؛ 287 من هؤلاء يعششون داخل المقاطعة. وتشمل هذه البومة الرمادية الكبيرة، والطيور الرسمي للمقاطعة، وصقر الشاهين المهدد بالانقراض.
مانيتوبا البحيرات المضيف 18 نوعا من الأسماك لعبة، وخاصة الأنواع من سمك السلمون المرقط، رمح، وغولدي، فضلا عن العديد من الأسماك الصغيرة.

## الديموغرافيا
| المدن الكبرى من حيث عدد السكان | المدن الكبرى من حيث عدد السكان | المدن الكبرى من حيث عدد السكان |
| مدينة                          | 2016                           | 2011                           |
| ------------------------------ | ------------------------------ | ------------------------------ |
| وينيبيغ                        | 705244                         | 663,617                        |
| براندون                        | 48859                          | 46.061                         |
| شتاينباخ                       | 15,829                         | 13524                          |
| طومسون                         | 13678                          | 12,829                         |
| Portage la Prairie             | 13304                          | 12996                          |
| وينكلر                         | 12.591                         | 10.670                         |
| سيلكيرك                        | 10278                          | 9834                           |
| حديث                           | 8668                           | 7812                           |
| دوفين                          | 8457                           | 8251                           |
| مصدر الجدول: إحصائيات كندا     |                                |                                |

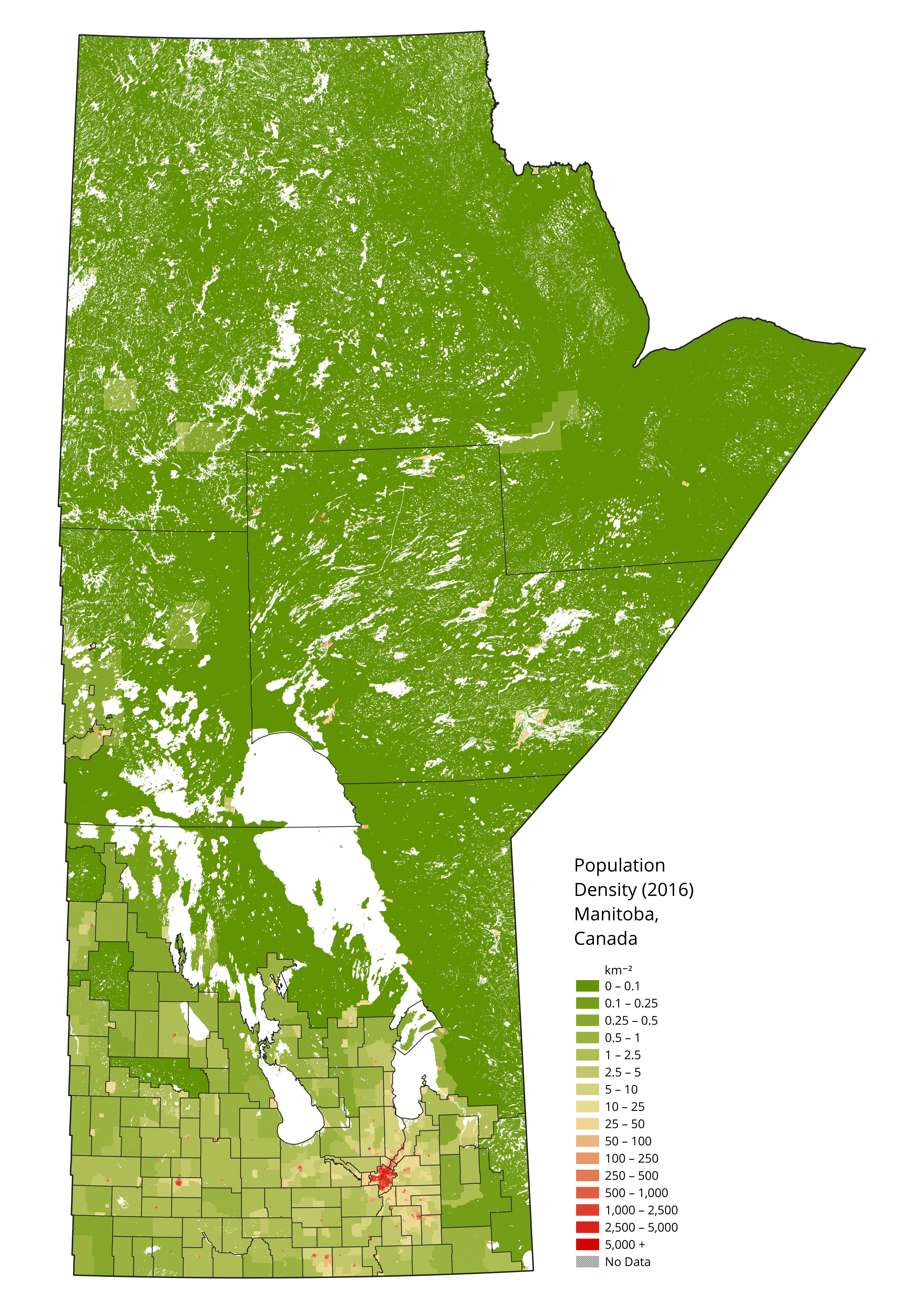
الكثافة السكانية في مانيتوبا، 2016

في تعداد عام 2016، كان عدد سكان مانيتوبا 1,278,365، أكثر من نصفهم في منطقة العاصمة وينيبيغ (778,489 اعتبارًا من تعداد 2016). على الرغم من أن الاستعمار الأولي للمقاطعة كان يدور في الغالب حول المسكن، فقد شهد القرن الماضي تحولًا نحو التحضر. مانيتوبا هي المقاطعة الكندية الوحيدة التي يعيش فيها أكثر من خمسة وخمسين بالمائة من سكانها في مدينة واحدة.
وفقًا للتعداد الكندي لعام 2006، أكبر مجموعة عرقية في مانيتوبا هي الإنجليزية (22.9٪)، تليها الألمانية (19.1٪)، الاسكتلندية (18.5٪)، الأوكرانية (14.7٪)، الأيرلندية (13.4٪)، السكان الأصليون (10.6٪)، البولندية (7.3٪)، ميتي (6.4٪)، الفرنسية (5.6٪)، الهولندية (4.9٪)، الروسية (4.0٪)، الأيسلندية (2.4٪). كما حدد خُمس المستجيبين تقريبًا أن عرقهم «كندي». السكان الأصليون (بما في ذلك ميتي) هم المجموعة العرقية الأسرع نموًا في مانيتوبا، ويمثلون 13.6 في المائة من سكان مانيتوبا اعتبارًا من عام 2001 (رفضت بعض المحميات السماح للقائمين بالتعداد بتعداد سكانها أو تم عدهم بشكل غير كامل). هناك أقلية فرانكو مانيتوبان كبيرة (148370). جيملي، مانيتوبا هي موطن لأكبر مجتمع آيسلندي خارج أيسلندا.

### أصول عرقية
ملاحظة: ليس بالضرورة أن تضيف النسب المئوية ما يصل إلى 100٪ حيث يُسمح بردود متعددة. لم يتم سرد الأصول العرقية مع أقل من 2٪ من الردود.
- 22.1٪ اللغة الإنجليزية
- 19.1٪ ألمان
- 18.5٪ اسكتلنديون
- 18.2٪ كنديون
- 14.7٪ أوكرانيون
- 13.4٪ إيرلنديون
- 13.1٪ الفرنسية
- 10.6٪ الأمة الأولى
- 7.3٪ بولنديون
- 6.4٪ ميتيس
- 4.9 في المائة هولنديون (هولندا)
- 4.0٪ روسي
- 3.4٪ فلبينيون
- 2.7٪ آيسلنديون

### التوقعات المستقبلية
مانيتوبا هي موطن لأكبر عدد من السكان الأيسلنديين خارج آيسلندا. يعيش في مانيتوبا 30555 شخصًا من أصول آيسلندية، ويشكلون 2.7٪ من إجمالي سكان مانيتوبا. يعيش حوالي 35٪ من سكان كندا من أصل آيسلندي في مانيتوبا.
| الأصل العرقي حسب المجموعة الإقليمية                                                                                    | الأصل العرقي حسب المجموعة الإقليمية | الأصل العرقي حسب المجموعة الإقليمية       | الأصل العرقي حسب المجموعة الإقليمية | الأصل العرقي حسب المجموعة الإقليمية                 |
| مجموعة | 2016                                | 2016                                      | 2036                                | 2036                                                |
| مجموعة | عدد                                 | النسبة المئوية لسكان عام 2016 (1,240,000) | عدد                                 | النسبة المئوية للسكان المقدرة لعام 2036 (1,690,000) |
| --- | ----------------------------------- | ----------------------------------------- | ----------------------------------- | --------------------------------------------------- |
| أصول أوروبية | 826210                              | 64.5٪                                     | 786000                              | 46.5٪                                               |
| أصول السكان الأصليين                                                                                                   | 22310                               | 18.0٪                                     | 335000                              | 19.8٪                                               |
| الشرق وجنوب شرق آسيا أصول                                                                                              | 117,145                             | 9.4٪                                      | 306000                              | 18.1٪                                               |
| أصول جنوب آسيا والشرق الأوسط                                                                                           | 49785                               | 2.9٪                                      | 139000                              | 8.2٪                                                |
| أصول أفريقية | 30335                               | 2.4٪                                      | 81000                               | 4.8٪                                                |
| أصول أمريكا اللاتينية والوسطى والجنوبية                                                                                | 9895                                | 0.8٪                                      | 25000                               | 1.5٪                                                |
| آخرى | 9680                                | 0.8٪                                      | 19000                               | 1.1٪                                                |
| * إجمالي النسب المئوية أكثر من 100٪ بسبب الاستجابات المتعددة، على سبيل المثال الألمانية الهندية والنرويجية الأيرلندية. |                                     |                                           |                                     |                                                     |

### الهجرة الأخيرة
أحصى الإحصاء الكندي لعام 2016 ما مجموعه 63210 شخصًا هاجروا إلى مانيتوبا بين عامي 2011 و2016.
| المهاجرين الجدد إلى مانيتوبا حسب مكان الميلاد (2011 إلى 2016) | المهاجرين الجدد إلى مانيتوبا حسب مكان الميلاد (2011 إلى 2016) | المهاجرين الجدد إلى مانيتوبا حسب مكان الميلاد (2011 إلى 2016) | المهاجرين الجدد إلى مانيتوبا حسب مكان الميلاد (2011 إلى 2016) |
| مرتبة                                                         | دولة                                                          | تعداد السكان                                                  | ٪ من المهاجرين الجدد                                          |
| ------------------------------------------------------------- | ------------------------------------------------------------- | ------------------------------------------------------------- | ------------------------------------------------------------- |
| 1                                                             | فيلبيني                                                       | 22,885                                                        | 36.2%                                                         |
| 2                                                             | الهند                                                         | 10910                                                         | 17.3%                                                         |
| 3                                                             | الصين                                                         | 3,395                                                         | 5.4%                                                          |
| 4                                                             | نيجيريا                                                       | 2630                                                          | 4.2%                                                          |
| 5                                                             | باكستان                                                       | 1,535                                                         | 2.4%                                                          |
| 6                                                             | أوكرانيا                                                      | 1,315                                                         | 2.1%                                                          |
| 7                                                             | كوريا الجنوبية                                                | 1300                                                          | 2.1%                                                          |
| 8                                                             | روسيا                                                         | 1140                                                          | 1.8%                                                          |
| 9                                                             | الولايات المتحدة الأمريكية                                    | 975                                                           | 1.5%                                                          |
| 10                                                            | المكسيك                                                       | 875                                                           | 1.4%                                                          |
| 11                                                            | أثيوبيا                                                       | 810                                                           | 1.3%                                                          |
| 12                                                            | إريتريا                                                       | 795                                                           | 1.3%                                                          |
| 13                                                            | جمهورية الكونغو الديموقراطية                                  | 740                                                           | 1.2%                                                          |
| 14                                                            | كازاخستان                                                     | 650                                                           | 1%                                                            |
| 15                                                            | سوريا                                                         | 635                                                           | 1%                                                            |

### الهجرة بين المقاطعات

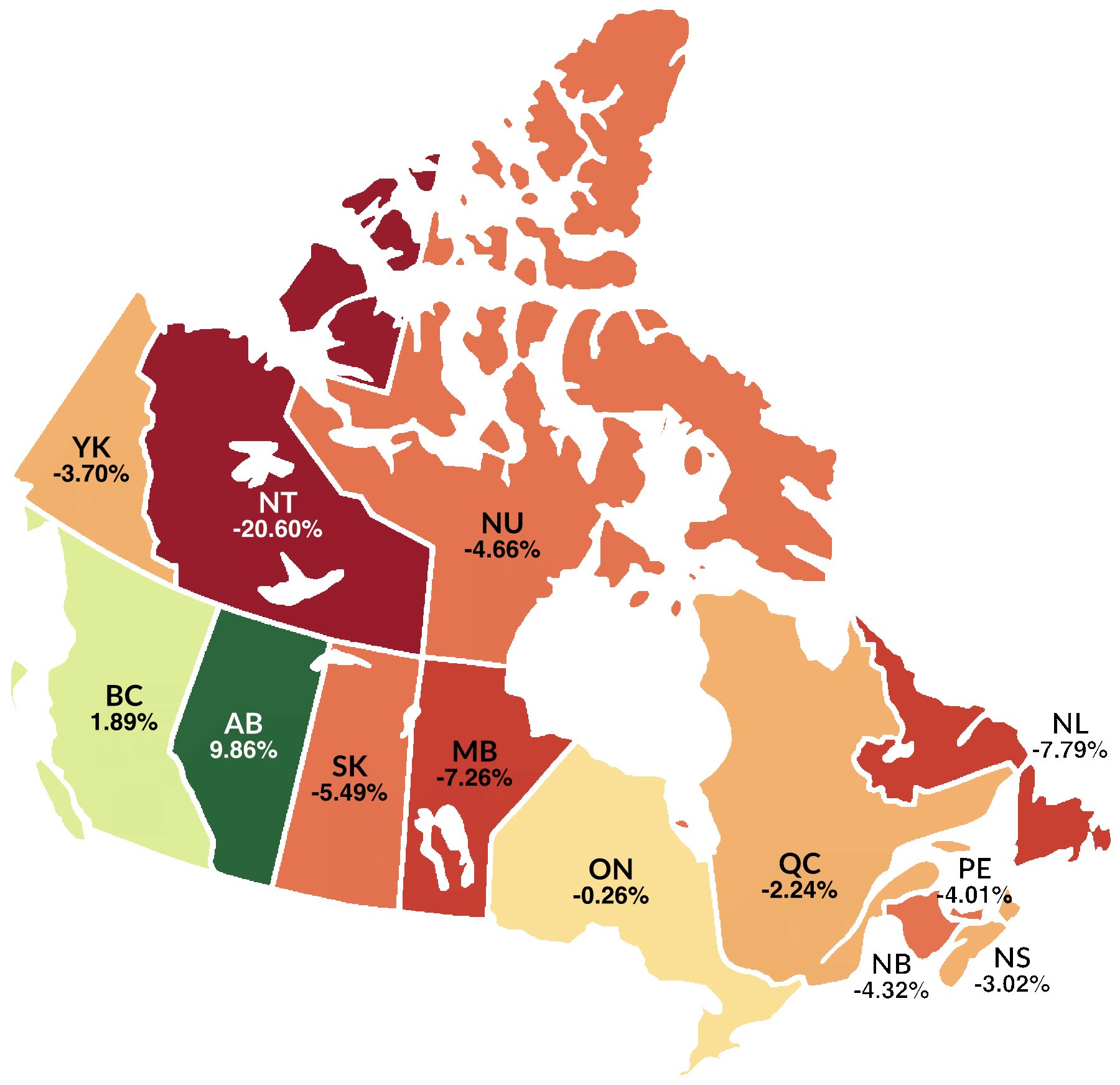
صافي الهجرة التراكمية بين المقاطعات لكل مقاطعة من 1997 إلى 2017، كنسبة من السكان في كل مقاطعة

مانيتوبا هي واحدة من المقاطعات الأكثر تضررا من الهجرة بين المقاطعات، حيث كان لديها نسبة تنقل سلبية لمدة 42 من أصل 46 سنة من 1971 إلى 2017. هذا هو ثاني أسوأ سجل لهجرة بين المقاطعات لسنوات، تليها كيبيك فقط.
| الهجرة بين المقاطعات في مانيتوبا | الهجرة بين المقاطعات في مانيتوبا | الهجرة بين المقاطعات في مانيتوبا | الهجرة بين المقاطعات في مانيتوبا |
|                                  | المهاجرين من الداخل              | المهاجرين من الخارج              | صافي الهجرة                      |
| -------------------------------- | -------------------------------- | -------------------------------- | -------------------------------- |
| 2008-09                          | 11,916                           | 15.027                           | −3111                            |
| 2009-10                          | 11,786                           | 14198                            | −2412                            |
| 2010-11                          | 11.085                           | 14602                            | −3.517                           |
| 2011-12                          | 11443                            | 15,655                           | −4، 212                          |
| 2012-13                          | 9,988                            | 14994                            | −5,006                           |
| 2013-14                          | 9452                             | 16303                            | −6851                            |
| 2014-15                          | 10,022                           | 16700                            | −6678                            |
| 2015–16                          | 10994                            | 15,875                           | −4,881                           |
| 2016–17                          | 10,350                           | 15474                            | −5124                            |
| 2017-18                          | 9578                             | 16726                            | −7,148                           |
| 2018-19                          | 10351                            | 19.597                           | 9246                             |

### الدين
ينتمي معظم سكان مانيتوبا إلى الديانة المسيحية: في تعداد عام 2001، أفاد 758760 مانيتوبا (68.7٪) بأنهم مسيحيون، يليهم 13040 (1.2٪) يهوديون، 5745 (0.5٪) بوذيون، 5485 (0.5٪) سيخ، 5.095 (0.5٪)) مسلم، 3840 (0.3٪) هندوسي، 3415 (0.3٪) ديانة السكان الأصليين و995 (0.1٪) وثني. أفاد 201,825 مانيتوبا (18.3٪) بعدم وجود انتماء ديني. أكبر الطوائف المسيحية من حيث عدد أتباعها كانت الكنيسة الرومانية الكاثوليكية مع 292,970 (27 ٪)؛ الكنيسة الكندية المتحدة مع 176820 (16٪)؛ وكنيسة كندا الأنجليكانية بنسبة 85890 (8٪).

### اللغات
| اللغات الرسمية لكندا في مانيتوبا | اللغات الرسمية لكندا في مانيتوبا | اللغات الرسمية لكندا في مانيتوبا | اللغات الرسمية لكندا في مانيتوبا | اللغات الرسمية لكندا في مانيتوبا |
| -------------------------------- | -------------------------------- | -------------------------------- | -------------------------------- | -------------------------------- |
| اللغة                            | اللغة                            |                                  | نسبه مئويه                       | نسبه مئويه                       |
| الإنجليزية فقط                   | الإنجليزية فقط                   |                                  | 89.99%                           | 89.99%                           |
| الفرنسية فقط                     | الفرنسية فقط                     |                                  | 0.12%                            | 0.12%                            |
| الانجليزية والفرنسية             | الانجليزية والفرنسية             |                                  | 8.60%                            | 8.60%                            |
| لا الإنجليزية ولا الفرنسية       | لا الإنجليزية ولا الفرنسية       |                                  | 1.29%                            | 1.29%                            |

الأرقام التالية مأخوذة من التعداد الكندي لعام 2016، وتسرد اللغات التي اختارها ما لا يقل عن واحد في المائة من المستجيبين.
| لغة        | استجابات  | ٪     |
| ---------- | --------- | ----- |
| إنجليزي    | 1,223,665 | 98.62 |
| فرنسي      | 108.560   | 8.75  |
| ألمانية    | 61.760    | 4.98  |
| البنجابية  | 22900     | 1.85  |
| الأسبانية  | 20605     | 1.66  |
| كري        | 19,435    | 1.57  |
| الأوكرانية | 17.095    | 1.38  |
| الروسية    | 13455     | 1.08  |
| هندي       | 12900     | 1.04  |
| الماندرين  | 12825     | 1.03  |

#### اللغات الرسمية
اللغتان الإنجليزية والفرنسية هما اللغتان الرسميتان للهيئة التشريعية والمحاكم في مانيتوبا، وفقًا للمادة 23 من قانون مانيتوبا لعام 1870 (جزء من دستور كندا). في أبريل 1890، حاول المجلس التشريعي في مانيتوبا إلغاء الوضع الرسمي للفرنسية وتوقف عن نشر تشريع ثنائي اللغة. ومع ذلك، في عام 1985، قضت المحكمة العليا لكندا في مرجع حقوق اللغة في مانيتوبا بأن المادة 23 لا تزال سارية، وأن التشريع المنشور باللغة الإنجليزية فقط غير صالح (تم الإعلان عن تشريع أحادي اللغة ساري المفعول لفترة مؤقتة لإتاحة الوقت للترجمة).
على الرغم من أن اللغة الفرنسية هي لغة رسمية لأغراض السلطة التشريعية والتشريعية والمحاكم ، إلا أن قانون مانيتوبا لا يشترط أن تكون لغة رسمية لأغراض السلطة التنفيذية (إلا عند أداء الوظائف التشريعية أو القضائية). ومن ثم ، فإن حكومة مانيتوبا ليست ثنائية اللغة تمامًا. تهدف سياسة خدمات اللغة الفرنسية في مانيتوبا لعام 1999 إلى توفير مستوى مماثل من الخدمات الحكومية الإقليمية باللغتين الرسميتين. وفقًا لتعداد عام 2006، كان 82.8٪ من سكان مانيتوبا يتحدثون الإنجليزية فقط، و3.2٪ يتحدثون الفرنسية فقط، و15.1٪ يتحدثون كليهما، و0.9٪ لا يتحدثون أيًا منهما.
وفي عام 2010، أصدرت حكومة مقاطعة مانيتوبا قانون الاعتراف بلغات السكان الأصليين، والذي يعطي الاعتراف الرسمي إلى سبع لغات السكان الأصليين: كري، داكوتا، ديني، لغة إنكتيتوتية، ميشيف، لغة اوجيبواي وأوجي-الكرى.

## الاقتصاد
تتمتع مانيتوبا باقتصاد قوي إلى حد ما يعتمد إلى حد كبير على الموارد الطبيعية. بلغ الناتج المحلي الإجمالي 50.834 دولار كندي مليار في عام 2008. نما اقتصاد المقاطعة بنسبة 2.4 في المائة في عام 2008، وهو العام الثالث على التوالي من النمو. بلغ متوسط الدخل الفردي في مانيتوبا في عام 2006 25100 دولار كندي (مقارنة بالمتوسط الوطني البالغ 26500 دولار كندي)، ليحتل المرتبة الخامسة بين المقاطعات. اعتبارًا من أكتوبر 2009، كان معدل البطالة في مانيتوبا 5.8 بالمائة.
يعتمد اقتصاد مانيتوبا بشكل كبير على الزراعة والسياحة والكهرباء والنفط والتعدين والغابات. تعتبر الزراعة أمرًا حيويًا وتوجد في الغالب في النصف الجنوبي من المقاطعة، على الرغم من أن زراعة الحبوب تحدث في أقصى الشمال مثل باس. النشاط الزراعي الأكثر شيوعًا هو تربية الماشية، تليها الحبوب المتنوعة والبذور الزيتية. مانيتوبا هي أكبر منتج في البلاد لبذور عباد الشمس والفاصوليا الجافة، وأحد المصادر الرئيسية للبطاطس. Portage la Prairie هو مركز رئيسي لمعالجة البطاطس. ريتشاردسون انترناشيونال، أحد أكبر مطاحن الشوفان في العالم، لديه أيضًا مصنع في البلدية.
أكبر أرباب العمل في مانيتوبا هم المؤسسات الحكومية والممولة من الحكومة، بما في ذلك شركات التاج والخدمات مثل المستشفيات والجامعات. أرباب العمل الرئيسيين في القطاع الخاص هم شركة غريت ويست للتأمين على الحياة، كارجيل المحدودة. وريتشاردسون الدولية. يوجد في مانيتوبا أيضا قطاعات صناعية وسياحية كبيرة. الحياة البرية في القطب الشمالي في تشرشل هي نقطة جذب سياحي رئيسية؛ المدينة هي عاصمة عالمية للدب القطبي وحوت بيلوجا مراقبون. مانيتوبا هي المقاطعة الوحيدة التي بها ميناء بحري عميق في القطب الشمالي، في تشرشل.
في يناير 2018، الاتحاد الكندي للأعمال المستقلة ادعى أن مانيتوبا كانت المقاطعة الأكثر تحسنا في التعامل معها الروتين.

### التاريخ الاقتصادي

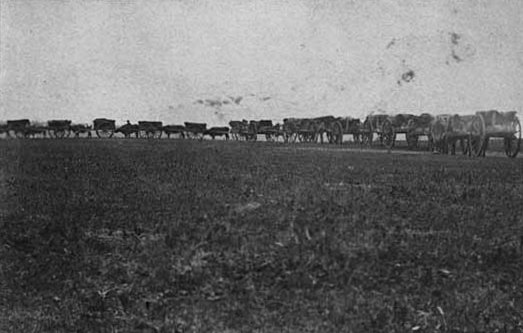
قطار عربة النهر الأحمر

اعتمد اقتصاد مانيتوبا المبكر على التنقل والعيش على الأرض. تبعت الشعوب الأصلية (كري وأوجيبوا وديني وسيوكس وأسينيبوين) قطعان البيسون وتجمعت للتجارة فيما بينهم في أماكن الاجتماع الرئيسية في جميع أنحاء المقاطعة. بعد وصول التجار الأوروبيين الأوائل في القرن السابع عشر، تركز الاقتصاد على تجارة جلود القندس والفراء الأخرى. جاء تنويع الاقتصاد عندما جلب اللورد سيلكيرك المستوطنين الزراعيين الأوائل في عام 1811، الرغم من أن انتصار شركة خليج هدسون (HBC) على منافسيها ضمن أولوية تجارة الفراء على الاستعمار الزراعي الواسع النطاق.
انتهت سيطرة HBC على أرض روبرت في عام 1868؛ عندما أصبحت مانيتوبا مقاطعة في عام 1870، أصبحت جميع الأراضي ملكًا للحكومة الفيدرالية، مع منح المساكن للمستوطنين للزراعة. تم إنشاء السكك الحديدية عبر القارات لتبسيط التجارة. اعتمد اقتصاد مانيتوبا بشكل أساسي على الزراعة، والتي استمرت حتى الجفاف وأدى الكساد الكبير إلى مزيد من التنويع.

## القواعد العسكرية
CFB وينيبيغ هي قاعدة للقوات الكندية في مطار وينيبيغ الدولي. القاعدة هي موطن لأقسام دعم عمليات الطيران والعديد من مدارس التدريب، بالإضافة إلى قسم الطيران الكندي الأول ومقر منطقة نوراد الكندية. مقر الجناح 17 للقوات الكندية في CFB وينيبيغ؛ يحتوي الجناح على ثلاثة أسراب وست مدارس. وهو يدعم 113 وحدة من ثاندر باي إلى حدود ساسكاتشوان / ألبرتا، ومن خط العرض 49 شمالًا إلى القطب الشمالي المرتفع تعمل وانج17 كقاعدة عمليات منتشرة لمقاتلات CF-18 هورنت - قاذفات القنابل المخصصة لمنطقة نوراد الكندية.
سربا الجناح المكونان من 17 جناحًا المتمركزان في المدينة هما: سرب 402 («مدينة وينيبيغ»)، الذي يطير على متن الطائرة الكندية التي صممها وأنتجها مدرب الملاحة دي هافيلاند كندا CT-142 داش 8 لدعم مدرسة تدريب القوات الجوية الكندية الأولى. برامج تدريب ضابط أنظمة القتال ومشغل أجهزة الاستشعار الإلكترونية المحمولة جواً (التي تدرب جميع موظفي أنظمة القتال الجوي الكندي)؛ و435 ("Chinthe" سرب النقل والإنقاذ)، الذي يطير بالناقلة / النقل لوكهيد سي-130 هيركوليز في مهام البحث والإنقاذ الجوي، وهو سرب القوات الجوية الوحيد المجهز والمُدرَّب للقيام بعمليات النقل الجوي إلى- التزود بالوقود الجوي للطائرات المقاتلة.
قاعدة شيلو للقوات الكندية هي قاعدة عمليات وتدريب للقوات الكندية على 35 كيلومتر (22 ميل) شرق براندون. خلال التسعينيات، تم تعيين قاعدة شيلو للقوات الكندية كوحدة دعم المنطقة، حيث تعمل كقاعدة محلية للعمليات في جنوب غرب مانيتوبا في أوقات الطوارئ العسكرية والمدنية. وايضا هي موطن الفوج الأول، مدفعية الحصان الملكي الكندي، وكتيبتان من مجموعة اللواء الميكانيكي الكندي الأول، والمدفعية الملكية الكندية. الكتيبة الثانية من المشاة الخفيفة الكندية للأميرة باتريشيا (2 PPCLI)، والتي كانت تتمركز في الأصل في وينيبيغ (أولاً في فورت أوزبورن، ثم في ثكنات كابيونغ)، تعمل خارج CFB Shilo منذ عام 2004. CFB Shilo تستضيف وحدة تدريب، مركز تدريب الفرقة الكندية الثالثة. وهي بمثابة قاعدة لوحدات الدعم من الفرقة الكندية الثالثة، بما في ذلك سرب إشارات CDSG 3، ووحدة الخدمات المشتركة (الغربية)، ومركز الخدمات الصحية 11 CF، ووحدة طب الأسنان، وفوج الشرطة العسكرية، ومركز دعم الموظفين المتكامل. تضم القاعدة 1700 جندي.

## الحكومة والسياسة

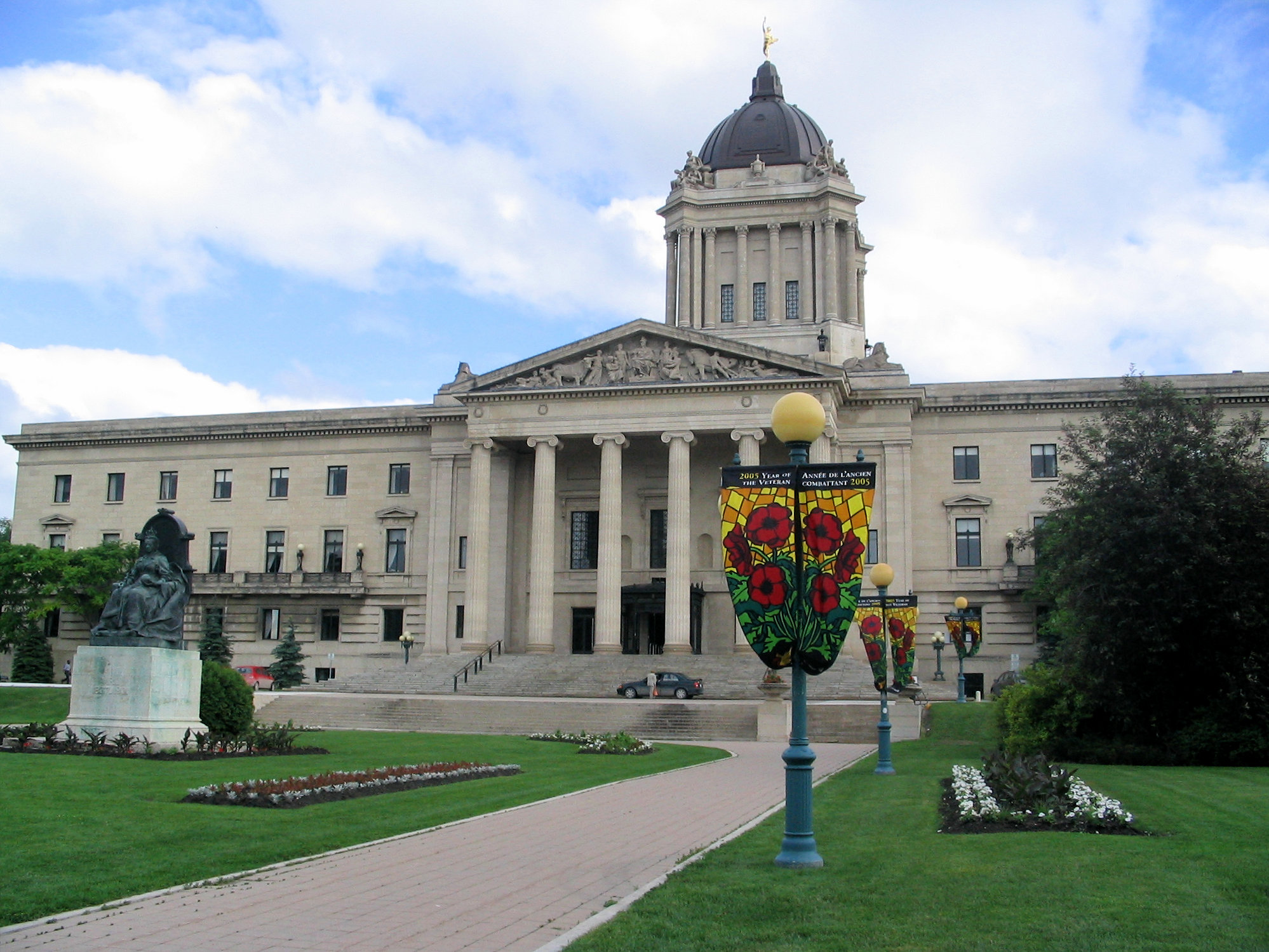
المبنى التشريعي في مانيتوبا، مكان اجتماع الجمعية التشريعية في مانيتوبا

بعد انتقال السيطرة على أرض روبرت من بريطانيا العظمى إلى حكومة كندا في عام 1869، حصلت مانيتوبا على حقوق ومسؤوليات كاملة للحكم الذاتي كأول مقاطعة كندية تم اقتطاعها من الأقاليم الشمالية الغربية. تأسست الجمعية التشريعية لمانيتوبا في 14 يوليو 1870. ظهرت الأحزاب السياسية لأول مرة بين عامي 1878 و 1883 بنظام الحزبين (الليبراليون والمحافظون). ظهر اتحاد المزارعين في مانيتوبا في عام 1922، ثم اندمج لاحقًا مع الليبراليين في عام 1932. ظهرت أطراف أخرى، بما في ذلك اتحاد الكومنولث التعاوني (CCF)، خلال فترة الكساد الكبير ؛ في الخمسينيات من القرن الماضي، أصبحت سياسة مانيتوبان نظامًا ثلاثي الأحزاب، وانخفض الليبراليون تدريجياً في السلطة. أصبح الحزب الديمقراطي الجديد لمانيتوبا (NDP)، والذي وصل إلى السلطة في عام 1969. منذ ذلك الحين، كان حزب المحافظين التقدميين والحزب الوطني الديمقراطي هما الحزبان المهيمنان.
مثل جميع المقاطعات الكندية، يحكم مانيتوبا جمعية تشريعية من مجلس واحد. يتم تشكيل السلطة التنفيذية من قبل الحزب الحاكم ؛ زعيم الحزب هو رئيس وزراء مانيتوبا، رئيس السلطة التنفيذية. يمثل رئيس الدولة، الملكة إليزابيث الثانية، نائب حاكم مانيتوبا، الذي يعينه الحاكم العام لكندا بناءً على مشورة رئيس الوزراء. رئيس الدولة هو في الأساس دور احتفالي، على الرغم من أن نائب الحاكم يتحمل المسؤولية الرسمية لضمان أن مانيتوبا لديها حكومة مشكلة حسب الأصول.
تتكون الجمعية التشريعية من 57 عضوا يتم انتخابهم لتمثيل شعب مانيتوبا. رئيسة وزراء مانيتوبا هي هيذر ستيفانسون من حزب PC Party بعد استقالة بريان باليستر. يمثل الإقليم في السياسة الفيدرالية 14 عضوًا في البرلمان وستة أعضاء في مجلس الشيوخ.
يتكون النظام القضائي في مانيتوبا من محكمة الاستئناف ومحكمة الملكة والمحكمة الإقليمية. تختص المحكمة الإقليمية في المقام الأول بالقانون الجنائي ؛ يتم الاستماع إلى 95 في المائة من القضايا الجنائية في مانيتوبا هنا. محكمة كوينز بينش هي أعلى محكمة محاكمة في المقاطعة. لديها أربع سلطات قضائية: قانون الأسرة (قضايا خدمات الطفل والأسرة)، والقانون المدني، والقانون الجنائي (للجرائم التي يعاقب عليها القانون)، والاستئنافات. تنظر محكمة الاستئناف في الاستئنافات من كلا المجلسين؛ لا يمكن استئناف قراراتها إلا أمام المحكمة العليا لكندا.

## وسائل النقل

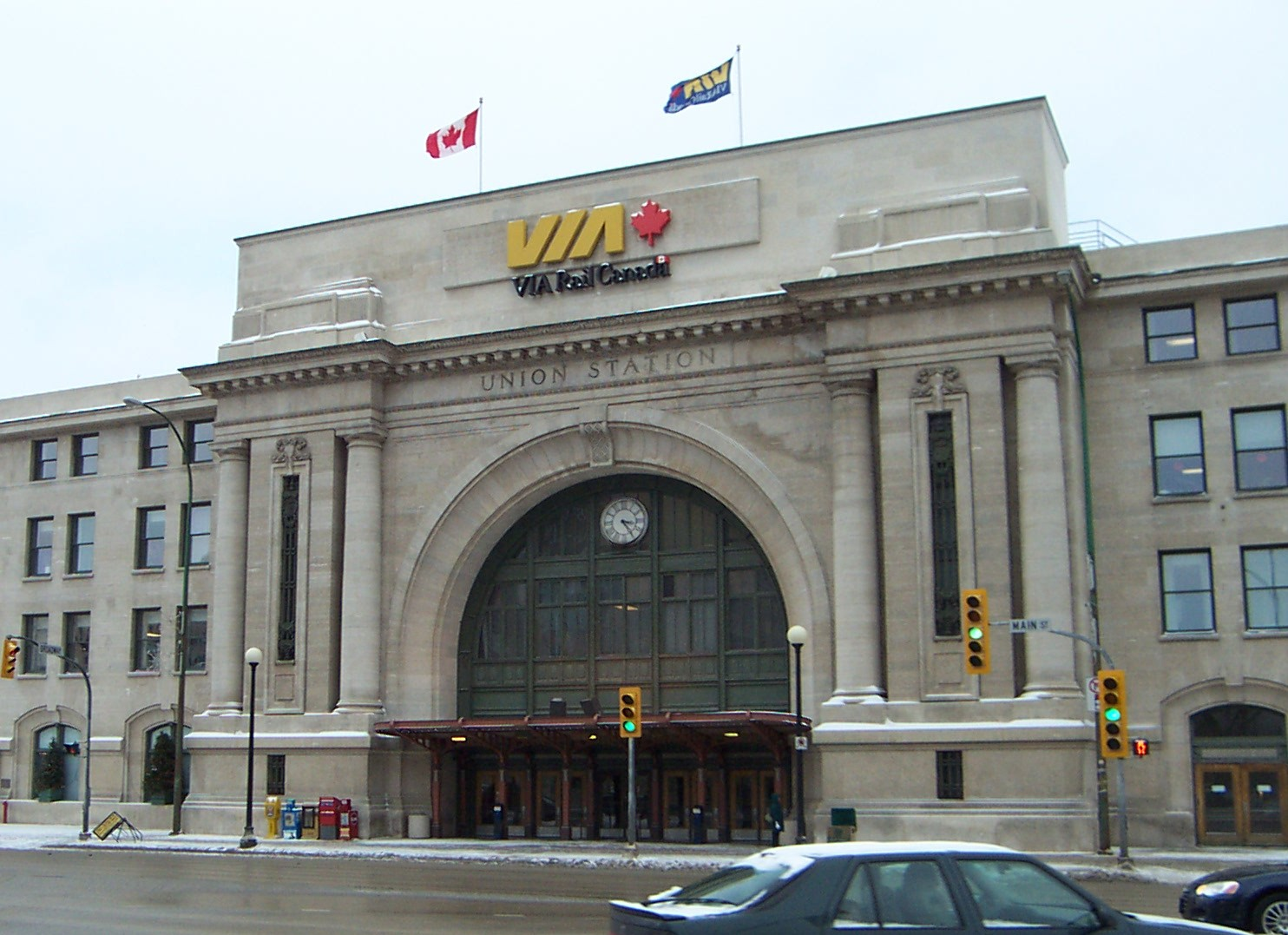
محطة الاتحاد

مانيتوبا اثنين من الدرجة I السكك الحديدية: السكك الحديدية الوطنية الكندية (CN) والسكك الحديدية الكندية المحيط الهادئ (CPR). يقع وينبينغ في موقع مركزي على الخطوط الرئيسية لكل من الناقلتين، وكلاهما يحتفظ بمحطات كبيرة متعددة الوسائط في المدينة. تقدم فيا ريل خدمة الركاب العابرة للقارات وشمال مانيتوبا من محطة اتحاد وينيبيغ . العديد من السكك الحديدية الإقليمية والسكك الحديدية قصيرة الخط تدير أيضًا قطارات داخل مانيتوبا: سكة حديد خليج هدسون، سكة حديد جنوب مانيتوبا، سكة حديد بيرلينجتون الشمالية سانتا في مانيتوبا، سكة حديد منطقة وينيبيج المائية الكبرى، وسكك حديد وسط مانيتوبا.
مطار وينيبيج جيمس أرمسترونج ريتشاردسون الدولي، أكبر مطار في مانيتوبا، هو واحد من عدد قليل من المطارات غير المقيدة التي تعمل على مدار 24 ساعة في كندا وهو جزء من نظام المطارات الوطني. تم افتتاح محطة جديدة أكبر في أكتوبر 2011. هو سابع أكثر المطارات ازدحامًا في كندا من حيث حركة المسافرين، حيث يخدم 4,484,343 مسافرًا في عام 2018، والمطار الحادي عشر من حيث حركة الطائرات. يتعامل المطار مع ما يقرب من 195,000 طن متري (430,000,000 رطل) من البضائع سنويًا، مما يجعله ثالث أكبر مطار شحن في البلاد. وانينبغ هي منشأة فرز رئيسية لكل من فيديكس وبورولاتور، وتتلقى خدمة يومية عبر الحدود من يو بي إس.
ميناء تشرشل هو الميناء الوحيد للمياه العميقة في القطب الشمالي في كندا. إنه أقرب بحريًا إلى الموانئ في شمال أوروبا وروسيا من أي ميناء آخر في كندا. لديها أربعة أرصفة في أعماق البحار لتحميل وتفريغ الحبوب والبضائع العامة وسفن ناقلات النفط. الميناء يخدم بواسطة سكة حديد خليج هدسون. أصبح الميناء والسكك الحديدية تحت الملكية الكاملة للمجتمع والشعوب الأصلية في عام 2021، بعد أن قامت شركة الغذاء والمكونات وفيرفاكس المالية بتحويل حصصهما في بوابة القطب الشمالي إلى شمال واحد - اتحاد من المجتمع والشركاء الأصليين الذين يمتلكون نسبة الخمسين بالمائة الأخرى من أسهم بوابة القطب الشمالي.

## التعليم
تتبع المدارس العامة منهجًا دراسيًا محليًا باللغتين الفرنسية أو الإنجليزية. هناك 65 مدرسة مستقلة ممولة في مانيتوبا ، بما في ذلك ثلاث مدارس داخلية. يجب أن تتبع هذه المدارس منهج مانيتوبان وتفي بالمتطلبات الإقليمية الأخرى. هناك أربع وأربعون مدرسة مستقلة غير ممولة، وهي غير ملزمة باستيفاء هذه المعايير. تقع المدارس العامة في مانيتوبا تحت تنظيم واحد من سبعة وثلاثين قسمًا مدرسيًا ضمن نظام التعليم الإقليمي (باستثناء مدارس مانيتوبا باند التي تديرها الحكومة الفيدرالية). في عام 2021، أعلنت حكومة المقاطعة عن خطة لدمج جميع أقسام مدارس اللغة الإنجليزية في 15 منطقة مستجمعات إقليمية ، تشرف عليها هيئة تعليم إقليمية.
هناك خمس جامعات في مانيتوبا، تنظمها وزارة التعليم المتقدم ومحو الأمية. توجد أربع من هذه الجامعات في وينيبيغ: جامعة مانيتوبا، الأكبر والأكثر شمولاً ؛ جامعة ويننينغ، مدرسة الفنون الحرة تركز في المقام الأول على الدراسات الجامعية في وسط المدينة ؛ جامعة سان بونيفاس، الجامعة الفرنسية الوحيدة في المقاطعة ؛ وجامعة مينونايت الكندية، وهي مؤسسة دينية. تعد جامعة Saint-Boniface ، التي تأسست عام 1818 وهي الآن تابعة لجامعة مانيتوبا ، أقدم جامعة في غرب كندا. جامعة براندون، التي تأسست عام 1899 وفي براندون ، هي الجامعة الوحيدة في المقاطعة التي ليست في وينيبيغ.
يوجد في مانيتوبا أربعة وخمسون مكتبة عامة. من بين هذه ، مكتبة وينينغ العامة لديها أكبر المجموعات، في 1.1 مليون عنصر اعتبارًا من عام 2020.

### التعليم العالي
كانت مانيتوبا أول إقليم غربي ينضم إلى الكونفدرالية وأول من أنشأ جامعة. اليوم، يحمل ما لا يقل عن 10٪ من إجمالي السكان درجة البكالوريوس على الأقل.
يعد التعليم في كندا مسؤولية إقليمية ، حيث لا توجد لائحة وطنية أو هيئة اعتماد. وفقًا لذلك ، يندرج التعليم في مانيتوبا ضمن حقيبة الوزراء الإقليميين للتعليم المتقدم والتنمية الاقتصادية والوظائف . حاليًا ،
يحدد قانون إدارة التعليم المتقدم التعليم ما بعد الثانوي ونظام التعلم المتقدم في مانيتوبا.

#### المؤسسات
- كلية المجتمع Assiniboine
- جامعة براندون
- كلية ريد ريفر
- جامعة سان بونيفاس
  - تقنية المدرسة والمهنية
- كلية جامعة الشمال
- جامعة مانيتوبا
- جامعة وينيبيغ

توجد أربع مؤسسات دينية خاصة في مانيتوبا تتمتع بسلطة منح الشهادات:
- كلية بوث الجامعية
- جامعة مينونايت الكندية
- كلية بروفيدنس الجامعية والمدرسة اللاهوتية في أوتربرن ، مانيتوبا
- كلية شتاينباخ للكتاب المقدس

#### مجتمع الكليات
في عام 1942، أسس قانون تنسيق التدريب المهني الفيدرالي ثلاث كليات عامة في مانيتوبا: كلية ريد ريفر المجتمعية (الآن كلية ريد ريفر)، وكلية مجتمع أسينيبوين، وكلية كيواتين المجتمعية (الآن كلية جامعة الشمال). بعد فترة وجيزة ، تم إنشاء كلية مينونايت للكتاب المقدس (المعروفة فيما بعد باسم كلية كونكورد) في عام 1944، وتبعتها كلية مينونايت للكتاب المقدس الكندية في عام 1947.
في عام 1967، انتهت سياسة مانيتوبا العامة لنظام جامعة واحدة بإنشاء جامعة وينيبيغ (الكلية المتحدة سابقًا ، كلية ويسلي سابقًا) وجامعة براندون (كلية براندون سابقًا) بموجب قانون إنشاء الجامعات. (ككليات ، قبل دمجها كجامعات ، كانت هاتان المؤسستان تابعتان لجامعة مانيتوبا.) كما أنشأ التشريع أول وكالة وسيطة ، وهي هيئة منح الجامعات ، لتوفير الإشراف العام على جامعات المحافظة.
استمرت الكليات المتبقية التي لا تزال تابعة لجامعة مانيتوبا في التطور في ظل المفهوم الجديد «لمجتمع الكليات». تولت U of M وظائف تدريس الفنون والعلوم ، وفقدت الكليات السيطرة على متطلبات الأهلية للتدريس والدراسة. أدى هذا إلى حل المخاوف المالية للكليات الكلاسيكية فيما يتعلق بتوفير مناهج علمية أكثر تكلفة وتسمح لها بالتركيز على الدراسات اللاهوتية وبيئة جامعية متعددة التخصصات. في الوقت نفسه ، سمح هذا المفهوم للجامعة بالاستجابة للتنوع الثقافي في المقاطعة ، مع تكريم العلاقات التاريخية الطويلة الأمد مع الكليات.
في عام 1989، تم إنشاء كلية مينو سيمونز. في عام 1998، أعلنت حكومة مانيتوبا ميثاقًا جديدًا لإنشاء اتحاد جامعي يمنح الدرجات العلمية لكليات مينونايت. في العام التالي ، تم دمج اتحاد كلية مينونايت (الآن جامعة مينونايت الكندية) من خلال اندماج كلية مينونايت للكتاب المقدس الكندية وكلية كونكورد وكلية مينو سيمونز، حيث تقدم برامج أكاديمية مشتركة.
في نوفمبر 1996، أنشأ قانون من الهيئة التشريعية في مانيتوبا مجلس التعليم ما بعد الثانوي (COPSE) ليحل محل لجنة منح الجامعات كوكالة مستقلة تعمل كوسيط شبه مستقل بين مؤسسات ما بعد الثانوية وحكومة المقاطعة. مع بداية عملياتها في أبريل 1997، تهدف COPSE إلى تقديم المشورة للحكومة بشأن الاحتياجات المالية للمؤسسات ، وتوزيع المنح السنوية التي يصرح بها المجلس التشريعي للمؤسسات العامة والمؤسسات المذهبية الخاصة ، وتنسيق البرامج ووضع السياسات.

#### الرقابة الحكومية
يعد التعليم في كندا مسؤولية إقليمية ، حيث لا توجد لائحة وطنية أو هيئة اعتماد.
تقع مسؤولية الإشراف المالي ، وتطوير السياسات ، والمساءلة في نظام ما بعد المرحلة الثانوية في مانيتوبا على عاتق إدارة التنمية الاقتصادية والوظائف بالمقاطعة ، تحت قسم التعليم والمهارات المتقدم. المؤسسات المهنية، على وجه الخصوص ، يشرف عليها مكتب التسجيل والمحاسبة.
حتى عام 2015، عمل التعليم والمهارات المتقدمة كوكالة مستقلة تسمى مجلس التعليم ما بعد الثانوي (COPSE)، والذي كان بمثابة وسيط شبه مستقل بين مؤسسات التعليم ما بعد الثانوي وحكومة المقاطعة ، حيث قام بالإبلاغ علنًا عن إحصائيات حول وظيفة مانيتوبا. - نظام التعليم الثانوي. تأسست COPSE نفسها في عام 1997 لتحل محل لجنة منح الجامعات.

#### تشريع
تشمل التشريعات المتعلقة بنظام التعليم ما بعد الثانوي العام في مانيتوبا كلاً من الإجراءات الإدارية والمؤسسية.
تشمل القوانين الإدارية:
- قانون إدارة التعليم المتقدم [137]
- قانون منح الدرجات العلمية - يمنح المؤسسات سلطة منح الدرجات العلمية
- قانون التعليم الدولي
- قانون المؤسسات المهنية الخاصة [151] - يحكم المؤسسات المهنية الخاصة المسجلة في مانيتوبا.[138]
- قانون المعونة الطلابية
- قانون التوعية بالعنف الجنسي والوقاية منه
- قانون الخدمات العامة

تشمل الإجراءات المؤسسية:
- قانون جامعة براندون [152]
- قانون الكليات [153]
- قانون معهد مانيتوبا للتجارة والتكنولوجيا
- قانون اتحاد الكليات مينونايت [154]
- قانون كلية ريد ريفر
- قانون كلية الشمال الجامعية [155]
- قانون جامعة مانيتوبا
- قانون جامعة وينيبيغ [156]
- قانون جامعة سان بونيفاس

| الدرجات العلمية التي تمنحها الجامعات          | الدرجات العلمية التي تمنحها الجامعات | الدرجات العلمية التي تمنحها الجامعات | الدرجات العلمية التي تمنحها الجامعات | الدرجات العلمية التي تمنحها الجامعات | الدرجات العلمية التي تمنحها الجامعات |
| معهد                                          | 2014                                 | 2015                                 | 2016                                 | 2017                                 | 2018                                 |
| --------------------------------------------- | ------------------------------------ | ------------------------------------ | ------------------------------------ | ------------------------------------ | ------------------------------------ |
| جامعة براندون                                 | 52                                   | 60                                   | 59                                   | 91                                   | 100                                  |
| جامعة وينيبيغ                                 | 55                                   | 68                                   | 77                                   | 41                                   | 103                                  |
| جامعة مانيتوبا (بما في ذلك جامعة سان بونيفاس) | 930                                  | 920                                  | 999                                  | 970                                  | 998                                  |

## الثقافة

### الفنون

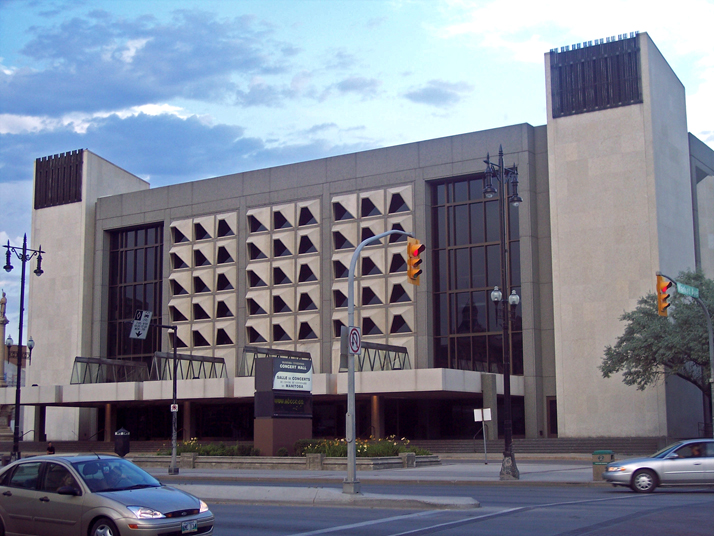
قاعة الحفلات المئوية في وينيبيغ

وزير الثقافة والتراث والسياحة والرياضة مسؤول عن الترويج لثقافة مانيتوبان ، وإلى حد ما ، تمويلها. مانيتوبا هي مسقط رأس نهر ريد ريفر، وهو مزيج من أسرى السكان الأصليين والبكرات الأوروبية المشهورة بين المستوطنين الأوائل. تتمتع موسيقى مانيتوبا التقليدية بجذور قوية في ثقافة Métis وثقافة الأمم الأولى ، ولا سيما عزف موسيقى Métis القديم. يدمج المشهد الثقافي في مانيتوبا أيضًا التقاليد الأوروبية الكلاسيكية. يعد Royal Winnipeg Ballet (RWB) ومقره وينيبيغ ، أقدم فرقة باليه في كندا وأطول شركة باليه تعمل باستمرار في أمريكا الشمالية. تم منحها لقبها الملكي عام 1953 في عهد الملكة إليزابيث الثانية. تؤدي أوركسترا وينيبيغ السيمفونية (WSO) موسيقى كلاسيكية ومؤلفات جديدة في قاعة الحفلات المئوية. أوبرا مانيتوبا، التي تأسست عام 1969، تقدم عروضها أيضًا من قاعة الحفلات المئوية.

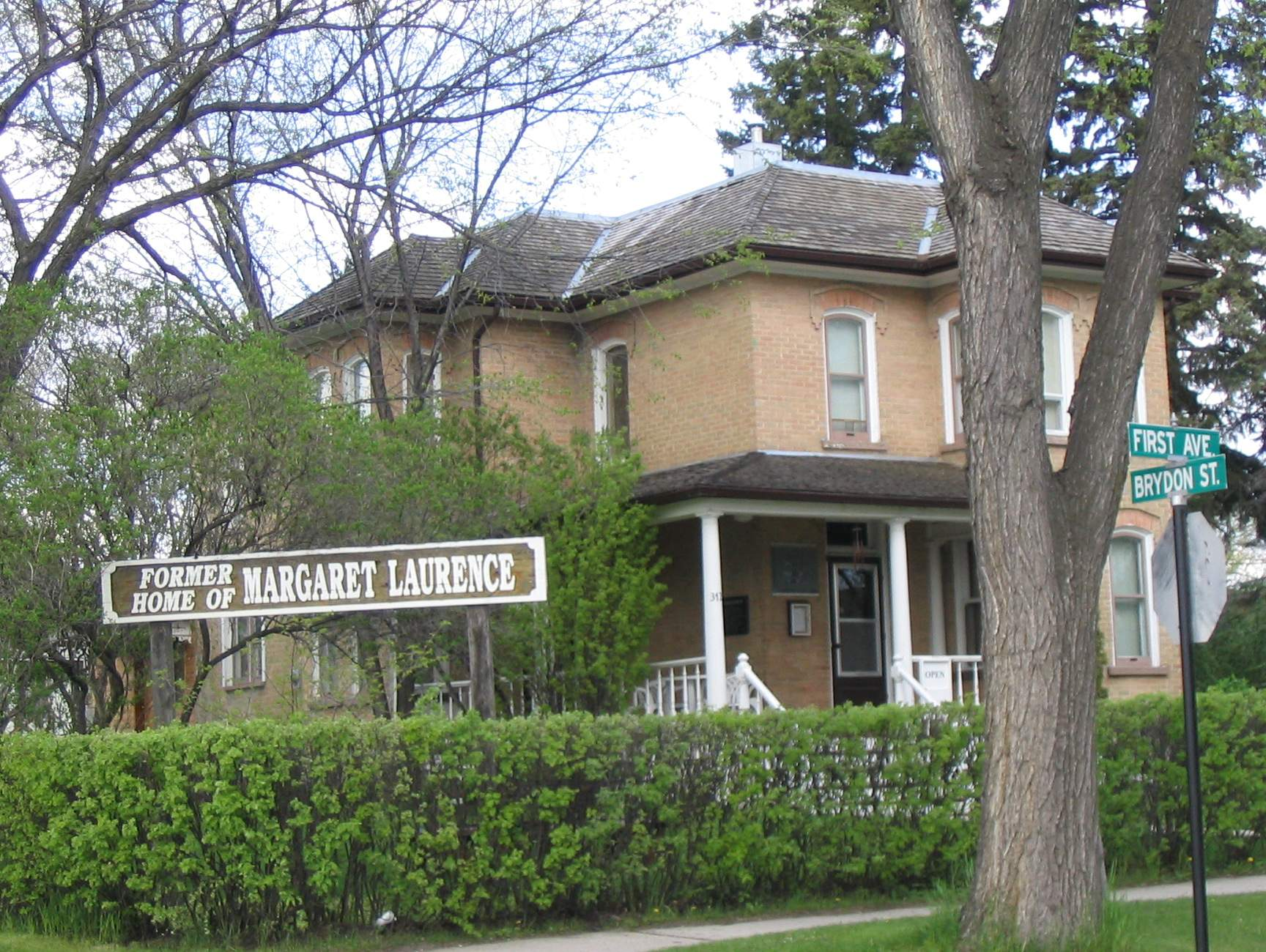
منزل المؤلف مارجريت لورانس في نيباوا

Le Cercle Molière (تأسس عام 1925) هو أقدم مسرح باللغة الفرنسية في كندا ،  ومركز مسرح مانيتوبا الملكي (تأسس عام 1958) هو أقدم مسرح إقليمي باللغة الإنجليزية في كندا. كان مسرح مانيتوبا للشباب أول مسرح باللغة الإنجليزية يفوز بجائزة المعهد الكندي للفنون لجمهور الشباب ، ويقدم مسرحيات للأطفال والمراهقين بالإضافة إلى مدرسة مسرحية. يستضيف معرض وينيبيغ للفنون (WAG)، وهو أكبر معرض فني في مانيتوبا وسادس أكبر معرض في البلاد ، مدرسة فنية للأطفال ؛ تضم مجموعة WAG الدائمة أكثر من عشرين ألف عمل ، مع التركيز بشكل خاص على الفن الكندي ومانيتوبان.
تشكلت فرقة البوب The Guess Who في الستينيات في مانيتوبا ، وأصبحت لاحقًا أول فرقة كندية تحصل على المركز الأول في الولايات المتحدة ؛  عازف الجيتار Guess Who Randy Bachman لاحقًا بإنشاء Bachman-Turner Overdrive (BTO) مع الموسيقار فريد تورنر من وينيبيغ. نشأ زميل الروك نيل يونغ، في مانيتوبا ، ولعب لاحقًا في بوفالو سبرينغفيلد، وكروسبي ، ستيلز ، ناش ويونغ. تشكلت فرقة موسيقى الروك الشعبية Crash Test Dummies في أواخر الثمانينيات في وينيبيغ وكانت مجموعة جوائز جونو لعام 1992. 
مانيتوبا لديها تقليد أدبي قوي. فاز بيرترام بروكر بأول جائزة حاكم عام للأدب في عام 1936. رسام الكاريكاتير لين جونستون، مؤلف الكتاب الهزلي من أجل أفضل أو أسوأ ، كان من المرشحين النهائيين لجائزة بوليتزر عام 1994 وتم إدخاله في قاعة مشاهير رسامي الكاريكاتير الكندي. تم تعيين Margaret Laurence's The Stone Angel and A Jest of God في Manawaka ، وهي مدينة خيالية تمثل Neepawa ؛ حصل اللقب الأخير على جائزة الحاكم العام في عام 1966. فازت كارول شيلدز بكل من جائزة الحاكم العام وجائزة بوليتسر عن يوميات الحجر. فازت غابرييل روي، كاتبة فرانكو مانيتوبان ، بجائزة الحاكم العام ثلاث مرات. تم عرض اقتباس من كتاباتها على الورقة النقدية الكندية البالغة 20 دولارًا. تم ترشيح جوان توماس لجائزة الحاكم العام مرتين وفازت في عام 2019 عن خمس زوجات . كانت المقاطعة أيضًا موطنًا للعديد من الشخصيات الرئيسية في أدب مينونايت، بما في ذلك الحائزة على جائزة الحاكم العام ميريام تويوز، الحائز على جائزة جيلر ديفيد بيرغن، أرمين ويب والعديد من الآخرين. ساندرا بيردزيل، الذي الخيال يركز عليها الملونين ومينونايت التراث، وثلاث مرات رشح لجائزة أدبية الحاكم العام للرواية اللغة الإنجليزية، وأيضا لجائزة سكوتيابنك جيلر في عام 2001.

### المهرجانات

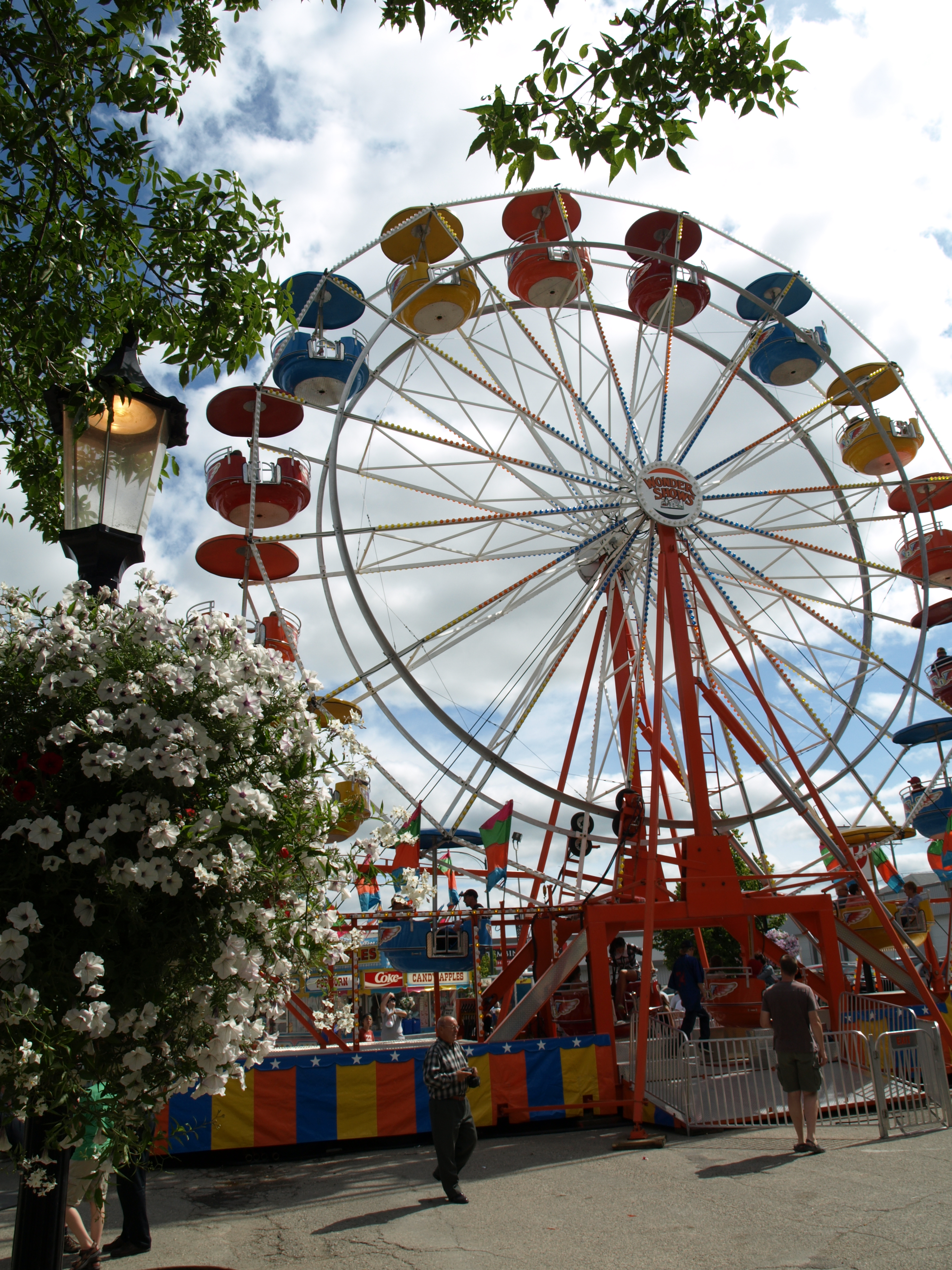
مهرجان موردن للذرة والتفاح

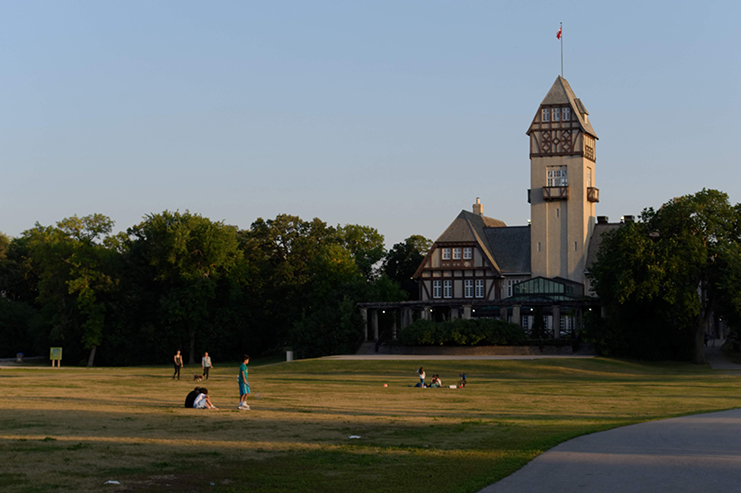
جناح حديقة Assiniboine

تقام المهرجانات في جميع أنحاء المقاطعة ، ويتركز أكبرها في وينيبيغ. يحظى مهرجان وينيبيغ الشعبي بحضور سنوي يزيد عن 70000. مهرجان du Voyageur هو حدث سنوي لمدة عشرة أيام يقام في الحي الفرنسي في وينيبيغ ، وهو أكبر مهرجان شتوي في غرب كندا. يحتفل بماضي تجارة الفراء في كندا والتراث والثقافة الفرنسية الكندية. يستقبل Folklorama ، وهو مهرجان متعدد الثقافات يديره مجلس الفنون الشعبية ، حوالي 400000 زيارة جناح كل عام ، حوالي ثلاثين في المائة منها من سكان غير وينيبيغ. مهرجان Winnipeg Fringe Theatre هو مهرجان سنوي للمسرح البديل، وهو ثاني أكبر مهرجان من نوعه في أمريكا الشمالية (بعد مهرجان Edmonton International Fringe).

### المتاحف
توثق متاحف مانيتوبان جوانب مختلفة من تراث المقاطعة. متحف مانيتوبا هو أكبر متحف في مانيتوبا ويركز على تاريخ مانيتوبان من عصور ما قبل التاريخ إلى عشرينيات القرن الماضي. النسخة المتماثلة بالحجم الكامل لـ Nonsuch هي قطعة عرض المتحف. يقدم متحف مانيتوبا للأطفال في The Forks معروضات للأطفال. يوجد متحفان مخصصان للنباتات والحيوانات المحلية في مانيتوبا: متحف Living Prairie ، وهو عبارة عن محمية مرج عشب طويلة تضم 160 نوعًا من الأعشاب والزهور البرية ، و FortWhyte Alive ، وهي حديقة تضم البراري والبحيرة والغابات والأراضي الرطبة ، موطنًا قطيع كبير من البيسون. يضم مركز الاكتشاف الأحفوري الكندي أكبر مجموعة من أحافير الزواحف البحرية في كندا. تتميز المتاحف الأخرى بتاريخ الطيران والنقل البحري والسكك الحديدية في المنطقة. المتحف الكندي لحقوق الإنسان هو أول متحف كندي وطني خارج منطقة العاصمة الوطنية.

### وسائط
يوجد في وينيبيغ صحيفتان يوميتان: وينيبيغ فري بريس ‏ ، وهي صحيفة عريضة بها أعلى أرقام تداول في مانيتوبا ، بالإضافة إلى Winnipeg Sun ، وهي صحيفة صغيرة على غرار الصحف الشعبية. هناك العديد من الصحف الأسبوعية العرقية ،  بما في ذلك مجلة La Liberté الأسبوعية الصادرة باللغة الفرنسية ، والمجلات الإقليمية والوطنية الموجودة في المدينة. براندون له جريدتان: اليومية براندون صن والأسبوعية ويت سيتي جورنال. العديد من المدن الصغيرة لديها صحف محلية.

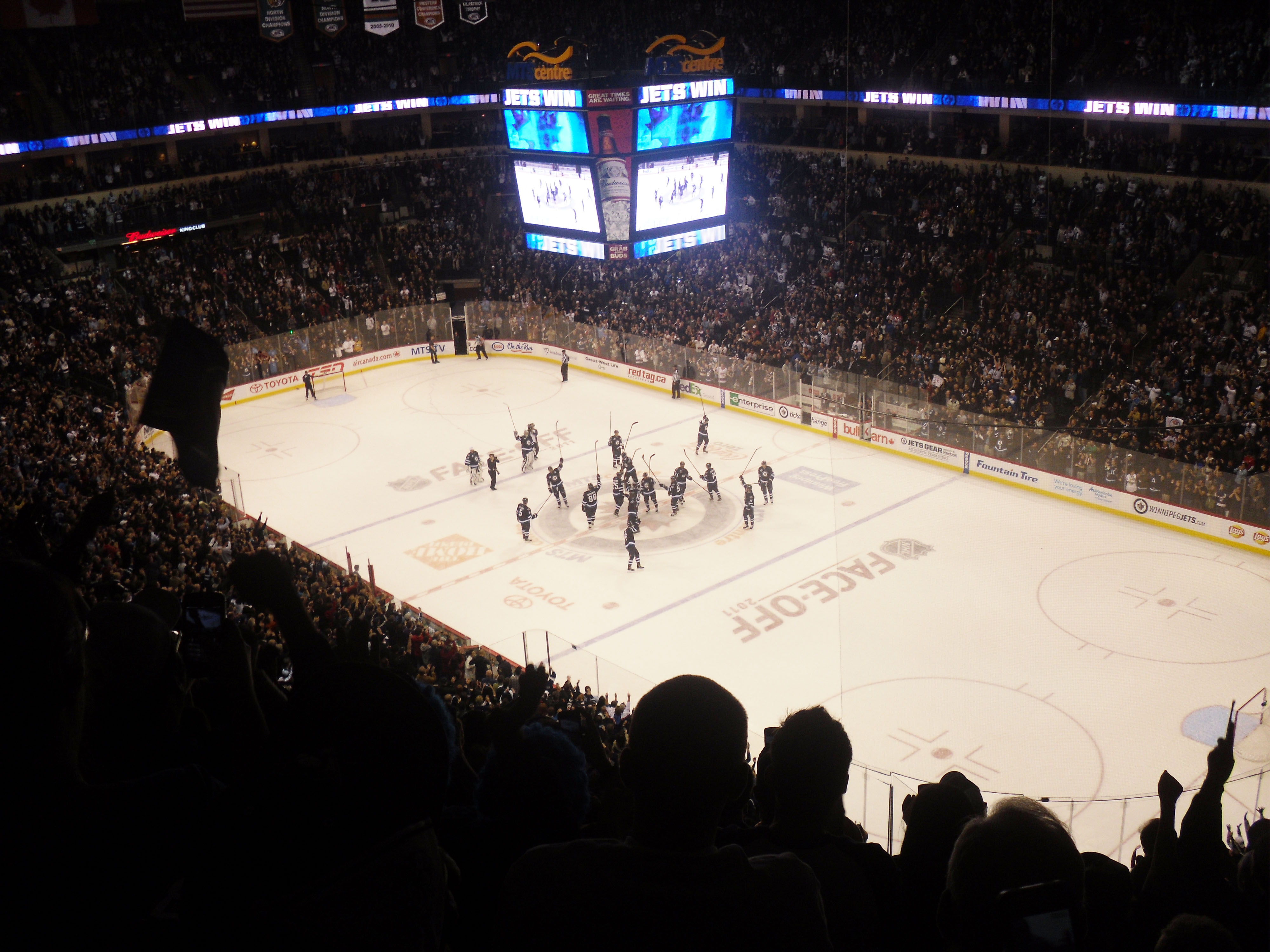
تحتفل Winnipeg Jets بفوزها التنظيمي الأول في Winnipeg في مركز MTS في 17 أكتوبر 2011

### رياضات
المقاطعة ممثلة في ألعاب القوى الجامعية من قبل جامعة مانيتوبا بيسون، وجامعة وينيبيغ ويسمن، وجامعة براندون بوبكاتس . تتنافس الفرق الثلاثة في الاتحاد الرياضي لجامعات كندا الغربية، وهو قسم إقليمي في U Sports.
تعد لعبة الكيرلنج من الرياضات الشتوية المهمة في المقاطعة حيث تنتج مانيتوبا أبطالًا قوميين للرجال أكثر من أي مقاطعة أخرى ، بالإضافة إلى كونها ضمن أفضل 3 أبطال قوميين للسيدات، بالإضافة إلى العديد من أبطال العالم في هذه الرياضة. تستضيف المقاطعة أيضًا أكبر بطولة للكرلنغ في العالم في MCA Bonspiel.
على الرغم من أنها ليست بارزة مثل الهوكي والكرلنج ، إلا أن التزلج السريع على مضمار طويل يتميز أيضًا بأنه رياضة شتوية بارزة وأهم في مانيتوبا. أنتجت المقاطعة بعضًا من أفضل المتزلجات السريعة في العالم بما في ذلك سوزان أوش وكبار الفائزين بالميداليات الأولمبية في البلاد سيندي كلاسين وكلارا هيوز.

## الأرض
تشغل سهول البراري القسم الجنوبي من الولاية، وتعتبر امتداداً لبراري الولايات المتحدة، والأرض مستوية، ترتفع تدريجياً نحو الغرب، وتشوبها بعض التلال، وفي الشمال توجد بعض المرتفعات، ويصرف مياهها أنهار تتجه جنوباً أو شمالا نحو خليج هدسن، وتتوسط أرضها بعض المنحدرات العذبة.

## أعلام
- إليانور كريبس كينيدي
- روميو ريفرز
- ويليام كينيدي
- ستيف براون
- جاك فليت
- روبرت كامبل
- كلارنس بيترسن
- دوروثي كوزاك
- أدم بيتش
- اريك فير

## وصلات خارجية
- الموقع الرسمي
- مانيتوبا على مشروع الدليل المفتوح